# Angelique Kerber
Pour les articles homonymes, voir Kerber (homonymie).
Angelique Kerber, née le 18 janvier 1988 à Brême, est une joueuse de tennis professionnelle allemande.
Après avoir atteint une finale à Bogota en 2010, Angelique Kerber est révélée au grand public lors de l’US Open 2011. Classée au-delà de la 90e place mondiale, elle se hisse en demi-finale où elle est éliminée en trois sets par Samantha Stosur, future lauréate. Elle figure ensuite chaque année dans le top 10 du classement WTA sans interruption de 2012 à 2016 et participe à cinq Masters de fin d’année.
Elle a remporté treize titres en simple dans sa carrière sur un total de trente et une finales jouées sur le circuit WTA.
En 2016, Kerber réalise la plus belle saison de sa carrière, accédant à huit finales et en remportant trois. Elle soulève le trophée de l’Open d'Australie en janvier, défend son titre à Stuttgart puis atteint la finale à Wimbledon et celle des Jeux olympiques. C’est enfin après sa victoire à l’US Open qu’elle détrône Serena Williams à la première place mondiale. Elle reste à cette place jusqu’à Wimbledon en 2017, avec quelques semaines d’interruption.
Après une saison 2017 catastrophique, elle revient en 2018 en remportant Wimbledon avant de nouveau sombrer. À l'été 2021, elle connaît une résurgence à l'occasion de la saison sur gazon, remportant son premier titre en trois ans chez elle à Bad Homburg.

## Biographie
Angelique Kerber est née à Brême en Allemagne de l'Ouest, d'un père polonais d'origine allemande, Sławomir Kerber, et d'une mère polonaise, née en Allemagne, Beata Rzeźnik. Elle a commencé à jouer au tennis à l'âge de trois ans. Elle parle allemand, polonais et l'anglais. Elle habite à Puszczykowo en Pologne.
En février 2023, à 35 ans, elle annonce la naissance de son premier enfant, une fille prénommée Liana.

## Carrière

### 2007-2009. Premières participations aux Grands Chelem et entrée dans le Top 100
La jeune Allemande débute son année par les qualifications de l'Open d'Australie, sa première participation à un Majeur (tableau final et qualifications confondues) mais s'incline au premier tour. Après de multiples victoires sur le circuit ITF à Saguenay, Las Palmas, Antalya et Monzon durant la première partie de saison, elle parvient à intégrer pour la première fois le Top 100 et disputer son premier tableau final de Grand Chelem lors de l'édition de Roland Garros 2007 où elle hérite d'un tirage difficile en la personne d'Elena Dementieva, ancienne finaliste et quatorzième mondiale et s'incline logiquement (3-6, 2-6). Après une nouvelle victoire sur le circuit ITF à Prerov en République Tchèque, elle commence à disputer de manière plus assidue les tournois WTA. Cela lui sourit dès sa première participation à celui de Birmingham où elle ne laisse aucun jeu à la Russe Olga Puchkova (6-0, 6-0) et sort l'Américaine Ahsha Rolle (6-4, 6-1) avant de butter contre la Française Marion Bartoli (2-6, 0-6), finaliste quelques semaines plus tard à Wimbledon. Elle confirme ces bonnes impressions sur gazon à Bois-Le-Duc où elle remporte deux victoires sur la Taïwanaise Latisha Chan (3-6, 6-3, 6-4) et la qualifiée Elena Vesnina (6-3, 6-3) avant de subir la loi de la numéro huit mondiale Anna Chakvetadze, futur vainqueur du tournoi et autrice de sa meilleure année en carrière en 2007. Elle s'incline de nouveau contre la Russe pour sa première participation à Wimbledon (5-7, 3-6), dès le premier tour.
Après des deuxièmes tours à Cincinnati, perdu contre la Japonaise Akiko Morigami (2-6, 2-6) et San Diego, sortie de nouveau par Elena Dementieva (4-6, 6-3, 1-6), elle termine la saison par une terrible série de dix défaites consécutives, dont une au premier tour de l'US Open où la chance ne lui sourit pas au tirage, ayant héritée de la légende Serena Williams, vainqueur de l'Open d'Australie en début de saison (3-6, 5-7) et une autre contre l'ancienne numéro une Lindsay Davenport au tournoi de Québec (3-6, 3-6).
Elle brise sa série en remportant un match en qualifications à Hobart début 2008 et parvient à remporter la semaine suivante son premier match en Majeur, renversant le cours de la rencontre contre l'Estonienne Maret Ani (0-6, 6-3, 6-2). Elle s'incline au second tour contre l'Italienne Francesca Schiavone (3-6, 3-6), 25e mondiale. Elle essuie en début d'année quelques défaites contre des joueuses classées hors du Top 100, à Pattaya au deuxième tour contre Vesna Dolonc (2-6, 1-6), au premier tour de Doha contre Tamarine Tanasugarn (6-7, 4-6) et aux qualifications de Dubaï. Elle remporte deux matchs mi-mars à Indian Wells contre la Russe Ekaterina Bychkova (6-1, 6-2) et la Biélorusse Olga Govortsova (7-5, 6-2) avant de s'incline de nouveau contre Marion Bartoli (3-6, 6-7), dixième joueuse mondiale. Après un premier tour remporté à Miami contre l'Ouzbek Akgul Amanmuradova (7-5, 6-1), elle a l'honneur de jouer contre la numéro une mondiale Justine Henin, vainqueur cette année-là de Roland Garros et l'US Open et contre qui elle s'incline logiquement (4-6, 2-6).
Cette défaite marque le début d'une nouvelle série négative avec cinq rencontres perdues à la suite dont un abandon à Berlin contre la jeune Polonaise Agnieszka Radwańska (0-6, 3-5 ab.) et une mauvaise prestation contre la Slovaque Dominika Cibulková (2-6, 2-6) à Roland Garros. Elle sort en conséquence du Top 100 avant de retrouver quelques couleurs lors de la courte saison sur gazon à Birmingham où elle sort Olga Puchkova (6-4, 6-3) avant de lutter âprement contre Ekaterina Makarova (7-6, 5-7, 5-7). Elle s'extirpe des qualifications à Bois-Le-Duc et sort la Tchèque Klára Koukalová (6-4, 3-6, 6-4) mais subit de nouveau la loi d'Anna Chakvetadze (3-6, 6-3, 6-7) au deuxième tour.
Elle hérite d'un bon tirage sur les trois tournois suivants qu'elle dispute mais n'en profite pas, enchaînant trois revers, à Wimbledon contre l'invitée locale Elena Baltacha (3-6, 6-2, 5-7), 158e mondiale, à Palerme contre la qualifiée Chinoise Han Xinyun, 292e (4-6, 0-6) et à Portoroz contre la Croate Petra Martić, 237e au classement WTA (5-7, 2-6).
Elle échoue également au premier tour des qualifications de l'US Open et se voit contrainte de revenir sur le circuit ITF où elle retrouve la victoire à Madrid et Saint-Raphaël, s'approchant de nouveau du Top 100.

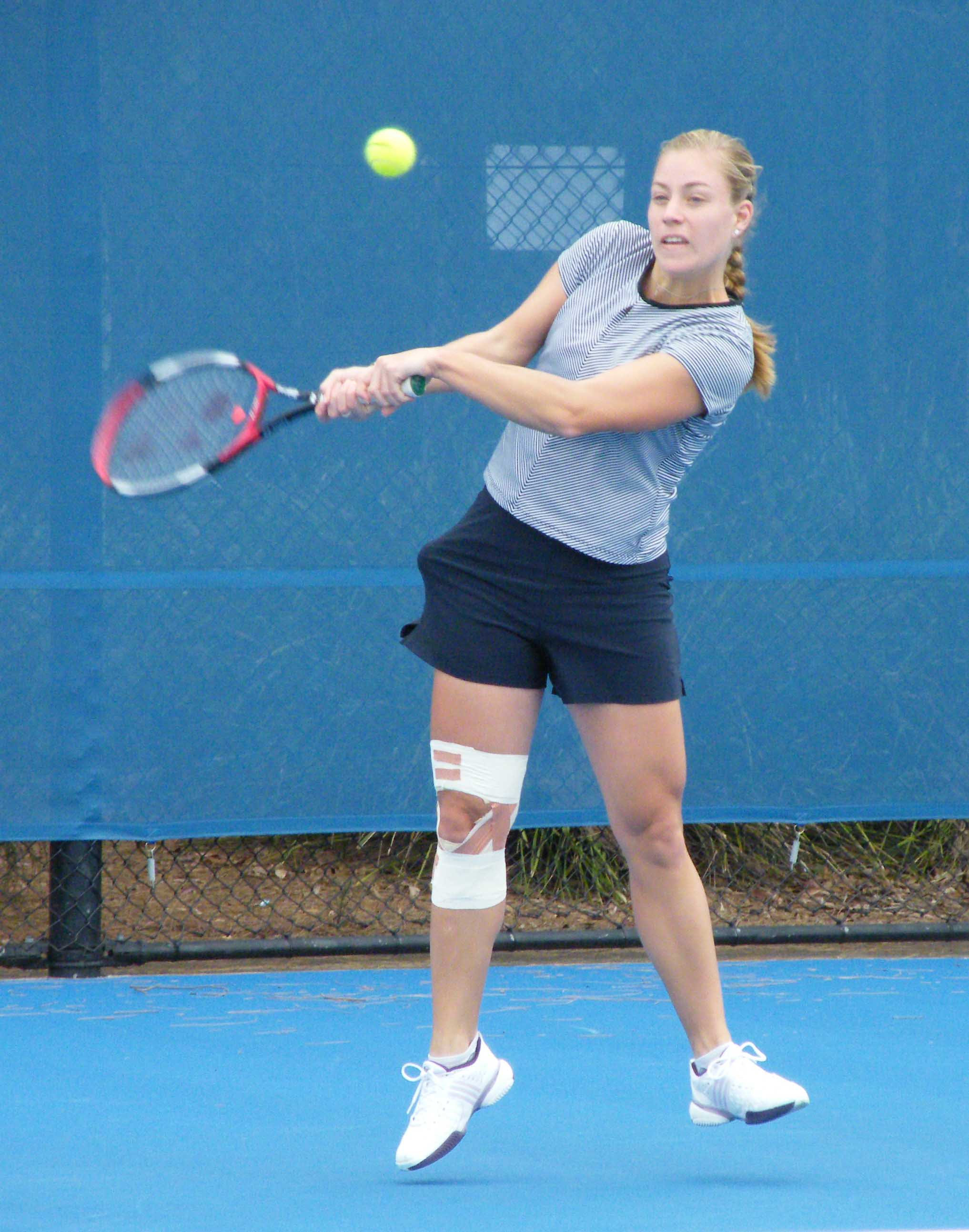
Angelique Kerber lors du tournoi de Sydney en 2009.

Malheureusement pour elle, son retour sur le circuit WTA en début de saison 2009 confirme ses faiblesses. Malgré une sortie des qualifications à Sydney, elle échoue au premier tour contre l'Estonienne Kaia Kanepi (1-6, 5-7) et subit une nouvelle série de sept défaites à la suite. Héritant une nouvelle fois d'un tirage peu clément en Majeur (Venus Williams, vainqueur de Wimbledon l'année passée et sixième mondiale au premier tour), elle ne parvient néanmoins pas à saisir sa chance à l'Open GDF Suez, Indian Wells et Marbella. Elle échoue également à se qualifier à Barcelone, Varsovie, Roland Garros et Wimbledon. Après un nouveau titre ITF à Pozoblanco début juillet, elle remporte un match sur le circuit WTA pour la première fois depuis plus d'un an à Bastad contre la Tchèque Barbora Strýcová (7-5, 6-4). Elle perd le match suivant contre l'Espagnole María José Martínez Sánchez (3-6, 2-6) mais est relancée. Elle remporte un deuxième match à Istanbul fin juillet avant de tomber contre Olga Govortsova dans un duel serré (4-6, 7-6, 4-6).
Fin août, elle sort pour la première fois des qualifications en Grand Chelem à l'US Open et remporte son premier match à New York contre l'Allemande Andrea Petkovic (6-4, 5-7, 6-3). Son parcours s'arrête au second tour, battue une nouvelle fois par María José Martínez Sánchez (5-7, 3-6) qui accède pour l'unique fois de sa carrière au troisième tour de l'US Open. Elle dispute la fin de la saison sur le circuit ITF et malgré une absence de nouveau titre, parvient à réintégrer le Top 100 temporairement en fin de saison.

### 2010:1refinale à Bogota
En janvier 2010, issue des qualifications, Angelique Kerber atteint le 3e tour de l'Open d'Australie, son meilleur résultat en Grand Chelem depuis le début de sa carrière professionnelle en 2003 après deux victoires sur Olga Govortsova (6-3, 6-3) et la Française Aravane Rezaï (6-2, 6-3). Elle y est éliminée par Svetlana Kuznetsova, tête de série no 3 (6-3, 5-7, 4-6) non sans un combat acharné.

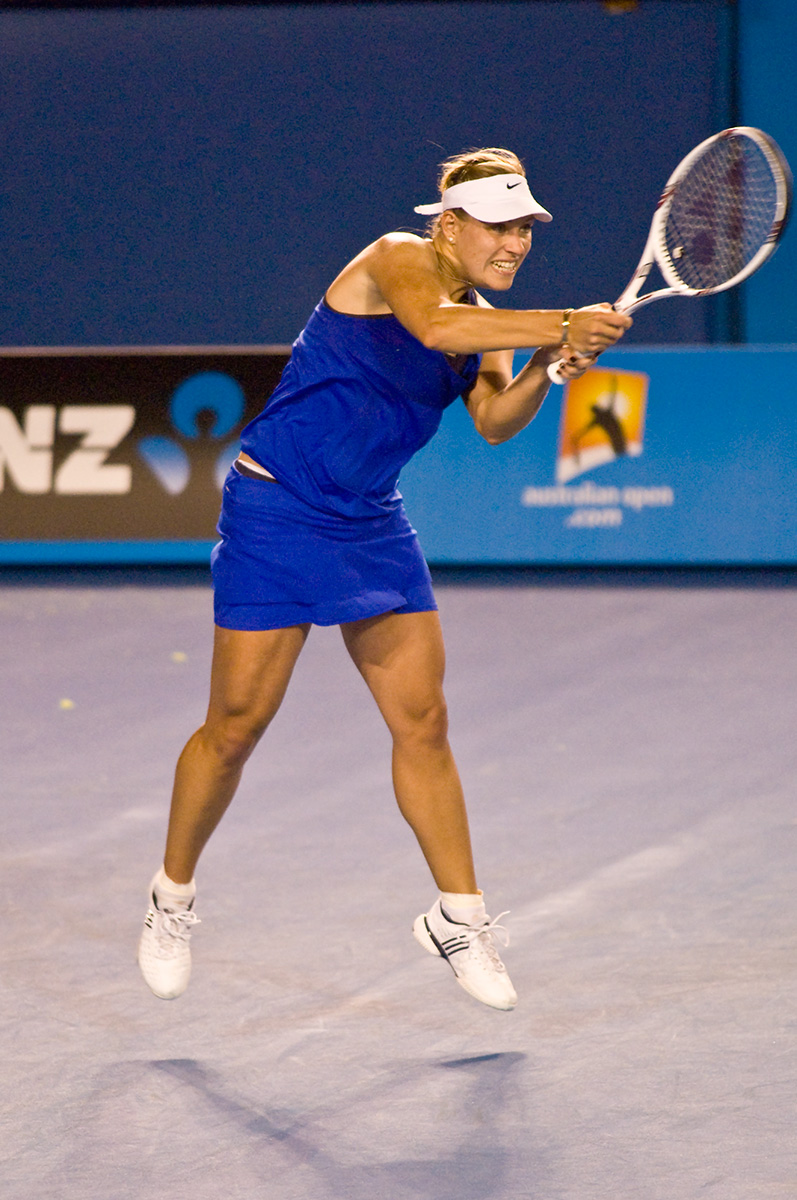
Angelique Kerber lors de son beau parcours à l'Open d'Australie en janvier 2010.

Elle participe au tournoi de Bogota en février. Après avoir notamment éliminé la favorite Gisela Dulko en deux manches (7-5, 6-3) ainsi que Sharon Fichman (6-3, 3-6, 6-4), la Paraguayenne Rossana de los Ríos (7-6, 6-4) et la Française Pauline Parmentier (6-1, 6-4) , elle participe à sa première finale professionnelle en simple, qu'elle perd contre la locale Mariana Duque Mariño (4-6, 3-6).
Les mois suivants sont plus compliqués avec une défaite d'entrée à Mexico contre Mariya Koryttseva (7-5, 5-7, 4-6), 108e mondiale un échec en qualifications à Miami et un deuxième tour à Amelia Island perdu en ne remportant que deux jeux contre Varvara Lepchenko (1-6, 1-6), repêchée.
Elle réalise de bonnes performances en avril, parvenant au troisième tour de Charleston, pas très loin de la victoire contre Daniela Hantuchová, ancienne numéro cinq mondiale (7-6, 5-7, 3-6) et en quarts de finale à Marrakech, sortie par Renata Voráčová, 106e (5-7, 2-6). Elle échoue d'entrée à Varsovie contre Polona Hercog (2-6, 3-6) mais remporte son premier match à Roland Garros, prenant sa revanche sur Anna Chakvetadze (5-7, 7-6, 6-4), échouant devant la locale Aravane Rezaï (2-6, 6-2, 3-6) qui remporte alors son dernier match sur la terre battue parisienne.
Elle s'envole pour l'Angleterre début juin et sort deux Japonaises à Birmingham, Misaki Doi (6-3, 3-6, 6-3) et Ayumi Morita (6-1, 7-6) avant d'être renversée, de nouveau proche du succès, par Li Na (6-4, 3-6, 5-7), onzième mondiale et demi-finaliste en début d'année à l'Open d'Australie. Elle hérite de la tête de série numéro une à Bois-Le-Duc, Justine Henin qui la sort d'entrée (4-6, 2-6) et dispute ses derniers matchs sur gazon. Elle tombe sur la future spécialiste de double Indienne Sania Mirza (6-4, 6-1) au premier tour de Wimbledon, sa première victoire au Temple. Elle renverse également au deuxième tour l'Israélienne Shahar Peer qui vient de remporter son dernier match dans le Grand Chelem londonien (3-6, 6-3, 6-4). Elle ne profite pas d'un tableau ouvert pour aller plus loin, échouant contre l'Australienne Jarmila Wolfe (3-6, 5-7). Malgré la défaite, l'Allemande rentre dans le Top 50 pour la première fois de sa vie. Après un abandon au premier tour de Bastad contre la 270e Donna Vekić (7-5, 5-7, 0-3 ab.), elle gagne deux matchs à Copenhague mais butte sèchement une nouvelle fois sur Li Na (1-6, 2-6) en quarts de finale.
La tournée américaine est difficiles avec un échec dès le premier tour à l'Open du Canada contre la Kazakh Yaroslava Shvedova (7-5, 1-6, 4-6) et à l'US Open contre l'Argentine Gisela Dulko (3-6, 1-6). Elle s'envole fin septembre pour l'Asie et s'incline contre Daniela Hantuchová (3-6, 3-6) à Tokyo mais remporte sa plus belle victoire jusqu'alors sur le circuit WTA contre Agnieszka Radwańska, onzième mondiale au terme d'un gros match (5-7, 7-6, 7-5) à Pékin ce qui constitue sa première victoire en Premier Mandatory. Elle écrase la Roumaine Alexandra Dulgheru (6-2, 6-1) mais reste impuissante contre la locale Li Na qui la bat pour la troisième fois de la saison (2-6, 0-6), future demi-finaliste du tournoi et finaliste quelques mois plus tard à l'Open d'Australie. Après un échec d'entrée à Linz contre sa compatriote Andrea Petkovic (3-6, 4-6), elle remporte trois matchs de suite sur le circuit WTA, s'offrant coup sur coup à Luxembourg Yulia Putintseva, invitée (6-3, 6-1), Daniela Hantuchová (3-6, 6-3, 6-1) et Polona Hercog (6-4, 6-2) contre qui elle tient ses revanches. Elle échoue à se qualifier pour une deuxième finale contre une autre Allemande, Sabine Lisicki (4-6, 6-3, 1-6).
Angelique Kerber n'en réalise pas moins un bond spectaculaire au classement WTA, terminant la saison à la 46e place, s'installant durablement dans le Top 100 (106e un an plus tôt), derrière ses compatriotes allemandes Andrea Petkovic, Julia Görges et Sabine Lisicki.

### 2011. Première demi-finale en Majeur à l'US Open

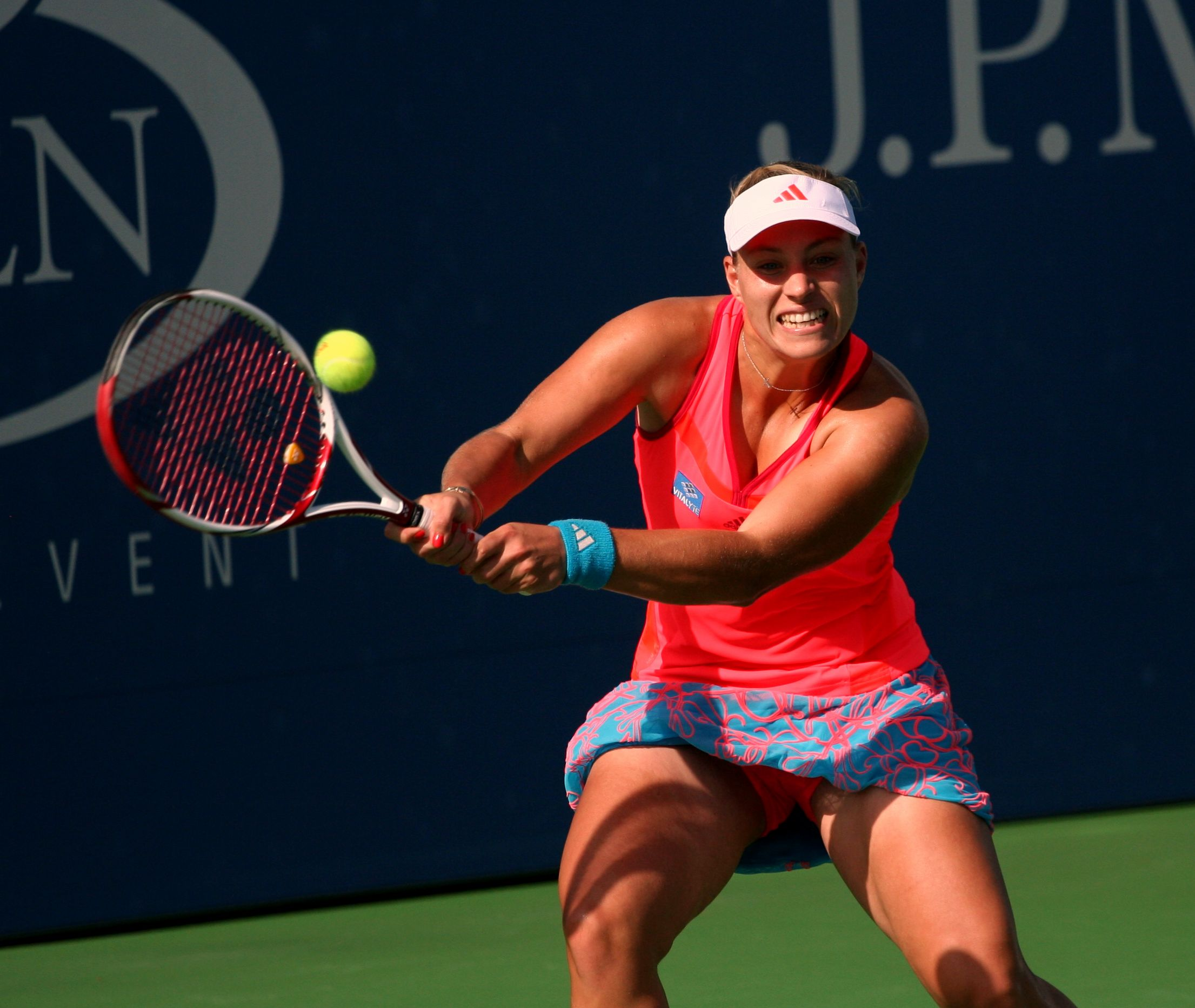
Angelique Kerber à l'US Open en 2011.

Le début de saison est très difficile pour l'Allemande. Elle ne remporte que trois matchs sur les quatre premiers mois de l'année, dont deux à Hobart contre l'ancienne numéro quatre Kimiko Date (7-5, 7-6) et la Russe Alla Kudryavtseva (6-3, 6-4), tombant lors du tournoi contre l'Américaine Bethanie Mattek-Sands (4-6, 4-6) en quarts de finale. Elle passe proche de la victoire à l'Open d'Australie contre Daniela Hantuchová (2-6, 7-6, 4-6) et voit sa compatriote Andrea Petkovic, qui effectue sa meilleure année en carrière la sortir d'entrée à l'Open GDF Suez (5-7, 6-3, 2-6) et à Dubaï (4-6, 6-4, 3-6). Ses cinquièmes et sixièmes défaites à Mexico contre Polona Hercog (3-6, 3-6) et Indian Wells contre la qualifiée Laura Pous Tió (2-6, 1-6) et qui remporte son seul match en carrière dans un Premier Mandatory la pousse à revenir sur le circuit ITF. Elle accède à la finale d'un tournoi aux Îles Bahamas et gagne contre l'Américaine Edina Gallovits (6-4, 6-4) mais s'incline logiquement au tour suivant contre l'Italienne Francesca Schiavone, numéro quatre mondiale et vainqueur de son seul Grand Chelem l'année passée à Roland Garros. 
Le passage sur ocre n'améliore pas ses performances, voyant Lourdes Domínguez Lino la battre d'entrée à Marbella (4-6, 6-3, 3-6), la Russe Ksenia Pervak faire de même à Marrakech (1-6, 6-4, 3-6) et s'inclinant lors des qualifications à Rome. Malgré son repêchage, elle enchaîne une nouvelle défaite renversante contre la Belge Yanina Wickmayer (6-4, 3-6, 3-6). De nouvelles défaites à Strasbourg contre Laura Pous Tió (4-6, 2-6) et à Roland Garros malgré un tirage favorable face à Edina Gallovits, 131e (6-2, 3-6, 1-6) boucle sa mauvaise moitié de saison. Elle remporte son quatrième match de l'année sur un tableau final d'un tournoi WTA à Copenhague où elle sort la jeune invitée Karolína Plíšková qui effectue ses premiers pas sur le circuit (6-2, 6-2) mais butte au tour suivant sur la numéro une mondiale et locale Caroline Wozniacki, vainqueur quelques jours plus tard du tournoi (6-7, 3-6). Elle contre-performe de nouveau à Wimbledon, tombant dès le premier tour contre l'invitée locale Laura Robson, 254e et qui remporte son premier match en Majeur et passant de nouveau proche d'une victoire (6-4, 6-7, 3-6). Elle s'impose à Bastad contre la modeste 611e mondiale Anna Berta (6-2, 6-2) mais perd au tour suivant contre l'Italienne Flavia Pennetta (2-6, 3-6).
Sa mauvaise saison l'éjecte au delà du Top 100 de nouveau. Alors qu'elle se présente avec seulement cinq victoires pour quinze défaites cette saison, elle se réveille de manière spectaculaire à Dallas où elle sort des qualifications et, profitant d'un tableau favorable, remporte trois matchs contre la qualifiée Chanelle Scheepers (4-6, 6-2, 7-5), l'invitée Melanie Oudin (6-3, 6-2) et la Suédoise Johanna Larsson (6-0, 6-1), s'inclinant en demi-finale du tournoi contre une autre surprise et qualifiée, la Française Aravane Rezaï (2-6, 6-3, 5-7), 114e et qui dispute le lendemain sa dernière finale WTA en carrière. C'est la première fois depuis le tournoi de Luxembourg en fin de saison dernière qu'elle aligne trois victoires consécutives.
En septembre, alors 92e joueuse mondiale, elle accède aux demi-finales de l'US Open. Dans une troisième partie de tableau rapidement privée de ses favorites (Maria Sharapova ou Petra Kvitová), sa victoire au deuxième tour contre la Polonaise Agnieszka Radwańska (6-3, 4-6, 6-3) lui permet d'espérer un bon résultat après quinze participations en Grand Chelem. Elle élimine dans la foulée Alla Kudryavtseva (6-3, 6-1) puis Monica Niculescu, autrice de son meilleur parcours en Majeur en carrière (6-4, 6-3) en deux manches, et se qualifie ainsi pour son premier quart de finale d'un tournoi majeur. Opposée alors à Flavia Pennetta, 27e joueuse mondiale et tombeuse de Maria Sharapova, Kerber tient le choc et finit par s'imposer en trois sets (6-4, 4-6, 6-3). Angelique Kerber devient alors la première joueuse allemande à se hisser dans le dernier carré de l'US Open depuis Steffi Graf (en 1996), mais cède face à l'Australienne Samantha Stosur, future vainqueur de son unique titre en Grand Chelem quelques jours plus tard, au terme d'1 h 45 de jeu (3-6, 6-2, 2-6).
Elle a d'abord du mal à confirmer ce très beau résultat et doit passer par les qualifications à Tokyo, où elle franchit un tour mais voit Agnieszka Radwańska prendre sa revanche (6-3, 3-6, 3-6) et à Pékin où elle n'atteint pas le tableau final. Elle parvient néanmoins à décrocher un dernier bon résultat cette saison à Osaka en sortant la locale Kurumi Nara (6-2, 6-1), la Biélorusse Olga Govortsova (6-1, 6-3) et la Thaïlandaise Tamarine Tanasugarn (6-3, 6-4) pour jouer les demi-finale qu'elle perd contre Marion Bartoli, onzième mondiale qui remporte le lendemain son septième titre en carrière. Elle termine l'année à la trente-deuxième place après s'être effondrée contre la qualifiée Néerlandaise Bibiane Schoofs, 199e mondiale à Luxembourg (6-2, 2-6, 1-6).

### 2012. Deux premiers titres WTA à l'Open de Paris et Copenhague, 1èredemi-finale à Wimbledon, finale à Cincinnati et entrée dans le Top 5

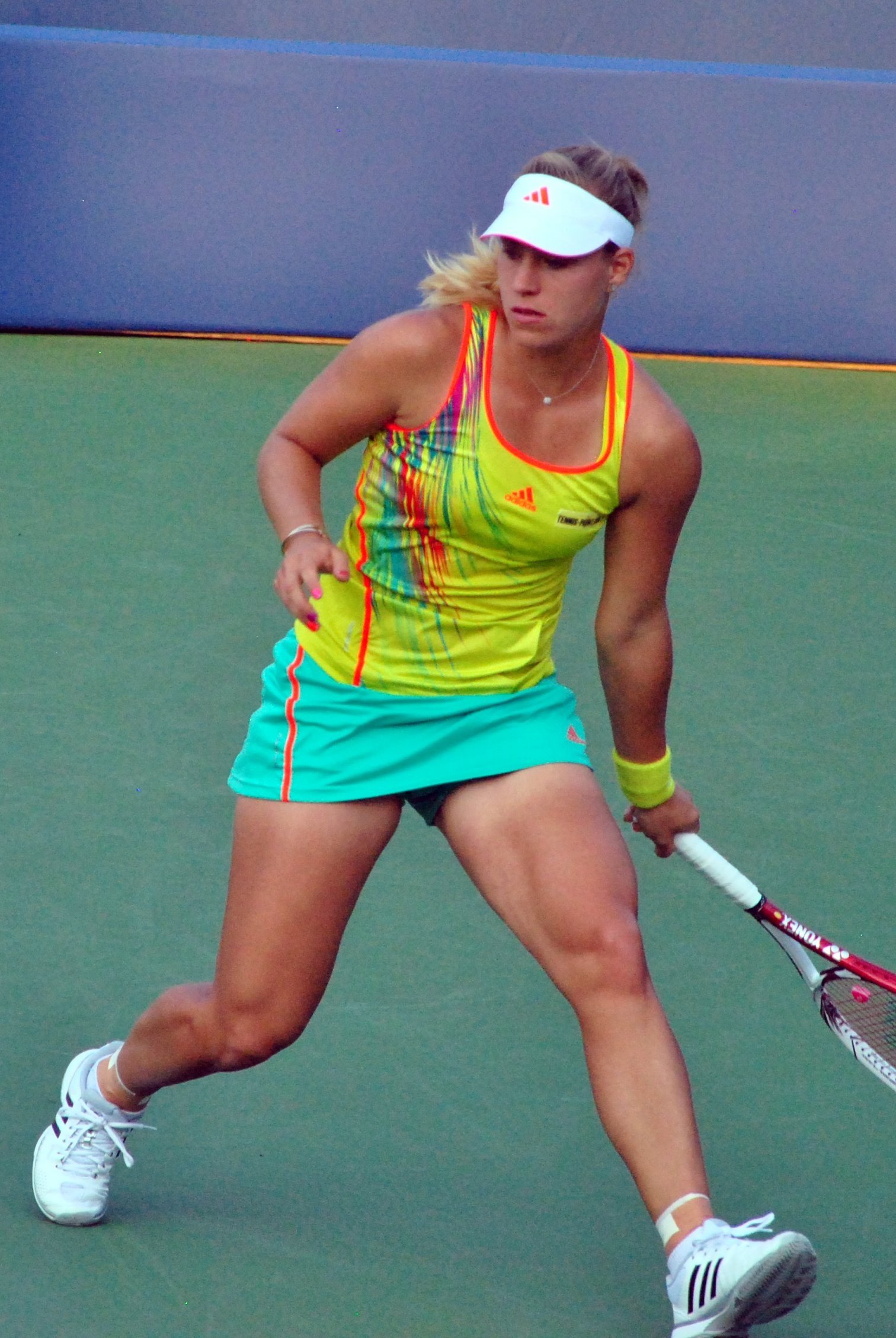
Angelique Kerber à l'US Open en 2012.

L'Allemande débute l'année sur la lancée de sa fin de saison 2011, et renverse Marina Erakovic (4-6, 6-4, 6-4) avant de sortir ses compatriotes Julia Görges (6-2, 6-3) et Sabine Lisicki (6-4, 6-3 ab.) à Auckland échouant sèchement aux portes de la finale contre Flavia Pennetta (1-6, 2-6). Elle accède également aux demi-finale à Hobart après des victoires sur Elena Vesnina (6-2, 6-4), Sara Errani (6-1, 6-2) et Sorana Cîrstea (6-0, 3-6, 7-5), perdant contre sa compatriote qualifiée Mona Barthel vainqueur le lendemain de son premier titre sur le circuit WTA (0-6, 6-7).
À l'Open d'Australie, Angelique Kerber est battue au troisième tour par la future finaliste du tournoi Maria Sharapova sèchement en deux sets (1-6, 2-6) après un parcours tranquille contre Bojana Bobusic (6-1, 6-3) et Stéphanie Dubois (7-5, 6-1).
Elle participe ensuite à l'Open GDF Suez, où elle réalise un excellent tournoi en allant battre en finale Marion Bartoli alors 7e mondiale, au bout d'un match plein de rebondissements (7-63, 5-7, 6-3), et en ayant éliminé préalablement en quart de finale, Maria Sharapova (6-4, 6-4), ses deux premières victoires sur des joueuses du Top 10 en carrière, prenant sa revanche de Melbourne. Elle gagne ici son premier tournoi et fait un bond au classement WTA.
Après un deuxième tour à Doha où elle sort Sabine Lisicki (4-6, 6-4, 6-1) mais perd contre Tsvetana Pironkova (4-6, 1-6), elle atteint les demi-finales d'Indian Wells en mars en battant la jeune invitée Sloane Stephens (2-6, 7-5, 6-4), profitant du forfait de Vania King au second tour, et sortant Christina McHale (6-3, 3-6, 7-6) mais surtout Li Na (6-4, 6-2) 8e mondiale, pour la seule et unique fois de sa carrière mais perd contre la numéro une et vainqueur de l'Open d'Australie Victoria Azarenka (4-6, 3-6), future lauréate en deux manches. Se rapprochant du Top 10 mondial, elle échoue à Miami d'entrée contre Zheng Jie (6-7, 1-6).
Elle remporte néanmoins son deuxième tournoi WTA à Copenhague en avril en s'imposant cette fois-ci en finale contre l'ex no 1 mondiale et triple tenante du titre Caroline Wozniacki dans un match parfaitement maîtrisé (6-4, 6-4) ce qui constitue sa première victoire sur la Danoise. Elle a réussi à renverser auparavant la Française Stéphanie Foretz (4-6, 6-2, 7-5) et la Britannique Anne Keothavong (4-6, 6-3, 6-3) avant de prendre sa revanche sur Mona Barthel (6-2, 0-6, 7-5) et de sortir facilement une autre ancienne numéro une, Jelena Janković (6-2, 6-1) en demi-finale. Elle attaque la saison sur terre dans son pays natal à Stuttgart et sort l'Italienne Roberta Vinci (6-2, 6-3) et de nouveau Caroline Wozniacki (6-1, 6-2) sa première victoire sur une Top 10 sur ocre, sortant en quarts de finale contre la numéro trois Petra Kvitová (4-6, 4-6). Disputant pour la première fois le tournoi de Madrid, elle sort facilement la qualifiée Suédoise Johanna Larsson (6-1, 6-4) et l'ancienne numéro une Venus Williams, qu'elle bat pour la première fois de sa carrière sur le score inverse. Elle voit néanmoins Li Na, tenante du titre à Roland Garros l'arrêter au troisième tour (5-7, 4-6).
Elle montre de belles dispositions sur terre et continue d'impressionner à Rome où elle effectue son meilleur parcours en carrière lors de cette édition du tournoi après avoir renversée Anastassia Rodionova (4-6, 7-5, 6-2), elle se débarrasse sans accroc de Vania King (6-3, 6-2) et Julia Görges (6-4,6 -1) pour jouer son premier quart de finale en capitale italienne. Elle prend sa revanche sur Petra Kvitová (7-6, 1-6, 6-1) ce qui lui permet d'accéder au Top 10 pour la première fois de sa carrière à 24 ans. Elle accède ainsi aux demi-finales et s'incline encore contre Maria Sharapova (3-6, 4-6), numéro deux mondiale et vainqueur quelques semaines plus tard de Roland-Garros. Attendue comme une outsider à Roland-Garros, elle profite d'un tableau plutôt ouvert pour jouer sa première deuxième semaine Porte d'Auteuil. Elle bat tranquillement la qualifiée Zhang Shuai (6-3, 6-4) et Olga Govortsova (6-3, 6-2) avant de connaître plus de difficultés contre Flavia Pennetta (4-6, 6-3, 6-2). Elle rencontre la Croate Petra Martić, novice à ce stade et l'emporte (6-3, 7-5) avant de tomber contre Sara Errani (3-6, 6-7) qui jouera sa seule finale de Grand Chelem en carrière quelques jours plus tard.
Elle s'affirme comme une joueuse capable de bien jouer sur toutes les surfaces mi-juin, et renverse difficilement d'abord à Eastbourne Elena Vesnina (3-6, 6-0, 7-5) puis s'avère solide contre Chanelle Scheepers (6-3, 6-2), Ekaterina Makarova qu'elle bat pour la première fois (6-2, 6-4) ainsi que la Tchèque Klára Koukalová (6-0, 6-3) pour jouer sa troisième finale de l'année contre l'Autrichienne Tamira Paszek, 59e. Alors favorite, son adversaire renverse le cours du match et crée la surprise (7-5, 3-6, 5-7), privant l'Allemande d'un troisième titre et remportant au passage son dernier titre en carrière.
Kerber commence son cinquième tournoi de Wimbledon en tant que tête de série no 8. La joueuse allemande termine sa première semaine sans un set perdu contre Lucie Hradecká (6-4, 6-1) et Ekaterina Makarova (7-5, 6-3) et par une belle victoire sur Kim Clijsters (6-1, 6-1), ancienne numéro une en huitièmes de finale, qui dispute son dernier Wimbledon. Elle élimine en quart sa compatriote, demi-finaliste l'année passée Sabine Lisicki (6-3, 67-7, 7-5) et se qualifie donc pour sa première demi-finale londonienne. Elle fait face à la Polonaise Agnieszka Radwańska, numéro trois mondiale et s'incline en deux manches (3-6, 4-6) qui remporte pour la première et dernière fois à cette occasion une demi-finale en Majeur.
Elle reste en Grande-Bretagne pour y disputer les Jeux olympiques de Londres et profite d'abord de l'abandon de la Tchèque Petra Cetkovská (6-1, 3-0 ab.) puis sort la Hongroise Tímea Babos qui joue sa première saison pleine sur le circuit (6-1, 6-1) ainsi que l'ancienne médaillée d'or Venus Williams en deux tie-breaks. Elle concède la défaite en quarts de finale contre Victoria Azarenka, numéro une mondiale (4-6, 5-7), elle aussi demi-finaliste au Temple. Après un deuxième tour perdu contre Roberta Vinci à l'Open du Canada (2-6, 6-7), elle atteint la finale de Cincinnati, en battant 2 top 10, Serena Williams (6-4, 6-4), victorieuse à Wimbledon, ce qui est sa première victoire sur l'Américaine et Petra Kvitová (6-1, 2-6, 6-4), mais perd en 3 sets contre Li Na (6-1, 3-6, 1-6).
Désormais sixième mondiale, elle écrase à l'US Open Anne Keothavong (6-2, 6-0) et bat difficilement Venus Williams (6-2, 5-7, 7-5) au deuxième tour. Après une nouvelle victoire sur Olga Govortsova (6-1, 6-2), elle s'incline pour la deuxième fois de la saison en Majeur contre Sara Errani (6-7, 3-6) en huitièmes de finale. Elle poursuit sur sa lancée avec de nouveaux bons résultats à Tokyo où elle sort Ayumi Morita (6-3, 6-4) et la Polonaise Urszula Radwańska (6-1, 6-1) avant de profiter du fordait de Victoria Azarenka, numéro une pour y disputer une nouvelle demi-finale cette saison. Elle s'incline contre l'autre soeur Radwanska, numéro trois mondiale sur le score inverse (1-6, 1-6). Disputant pour la première fois le tournoi de Pékin, elle ne laisse que des miettes à Lara Arruabarrena (6-2, 6-0) puis sort pour la troisième fois de l'année Caroline Wozniacki (6-1, 2-6, 6-4) avant d'abandonner alors qu'elle était nettement dominée par Maria Sharapova (0-6, 0-3 ab.) en quarts de finale.
Numéro cinq mondiale, elle est invitée à disputer pour la première fois le Masters de fin d'année mais ne remporte aucun de ses trois matchs, voyant ses bêtes noires Li Na (4-6, 3-6) et Victoria Azarenka (7-6, 6-7, 4-6) l'écarter ainsi que la légende Américaine Serena Williams (4-6, 1-6), numéro trois mondiale et vainqueur des deux derniers Grand Chelem de l'année. Elle termine l'année à la 5e place du classement WTA.

### 2013. 3etitre à Linz, finales à Tokyo et Monterrey, demi-finale à Indian Wells mais déception en Grand Chelem
En ce début de saison, elle se montre régulière mais pas de véritables performances en vue de son statut. Elle parvient ainsi en quarts à Brisbane, après des matchs serrés et perd contre la Russe Anastasia Pavlyuchenkova en deux jeux décisifs et en demi-finale à Sydney, sortant pour la première fois de sa carrière l'ancienne numéro deux Svetlana Kuznetsova (6-3, 7-5) mais sortie par la Slovaque Dominika Cibulková (2-6, 6-4, 3-6). Tête de série numéro cinq, elle remporte ses trois premiers matchs à l'Open d'Australie sans concéder de manches contre la jeune Elina Svitolina qui joue pour la première fois le tournoi (6-2, 6-4), face à la Tchèque spécialiste de double Lucie Hradecká (6-3, 6-1) et à l'Américaine Madison Keys, novice à ce stade en Grand Chelem (6-2, 7-5). Atteignant pour la première fois la deuxième semaine à Melbourne, elle subit la loi de la Russe Ekaterina Makarova, déjà quart de finaliste l'année passée (5-7, 4-6). 
Après une tournée dans la péninsule arabique où elle s'incline deux fois à Doha contre sa compatriote Mona Barthel (1-6, 2-6) et à Dubaï contre l'Italienne Roberta Vinci (5-7, 1-6), elle s'envole aux Etats-Unis pour disputer le tournoi d'Indian Wells. Comme l'année passée, elle y atteint les demi-finale, après n'avoir concéder aucune manche contre la Roumaine Irina-Camelia Begu (6-3, 6-2), la Belge Yanina Wickmayer (6-1, 7-6) et la jeune Espagnole qualifiée Garbiñe Muguruza qui vit sa première saison pleine (6-4, 7-5) sur le circuit. Elle profite également du forfait de la neuvième mondiale Samantha Stosur mais échoue aux portes de la finale, renversée par sa rivale Caroline Wozniacki (6-2, 4-6, 5-7) qu'elle avait pourtant battu sur leurs trois dernières rencontres. Elle renverse la semaine suivante le cours du jeu contre l'Italienne Francesca Schiavone (6-7, 6-3,6 -2) à Miami mais s'incline dès le match suivant contre Sorana Cîrstea (4-6, 0-6).
En avril, à l'Open de Monterrey, elle dispute sa première finale de la saison mais perd de nouveau contre Anastasia Pavlyuchenkova en trois sets (6-4, 2-6, 4-6) après plusieurs victoires sur les modestes Samantha Crawford (6-3, 6-3) et Alla Kudryavtseva (6-4, 4-6, 6-2) ainsi que sur la Japonaise Ayumi Morita (6-2, 6-1) et sur la douzième mondiale Maria Kirilenko (6-4, 2-6, 6-2) en demi-finale.
Elle obtient des résultats corrects sur la tournée sur terre battue, d'abord à Stuttgart, où elle prend sa revanche sur Anastasia Pavlyuchenkova (6-0, 6-4), avant de battre Yaroslava Shvedova (6-3, 7-6) mais se fait de nouveau éliminer en demi par la numéro deux mondiale Maria Sharapova, tenante du titre à Roland Garros dans un duel serré (3-6, 6-2, 5-7). Elle effectue son meilleur résultat à Madrid en carrière en gagnant ses trois premiers matchs, renversant la Taïwanaise Hsieh Su-wei (3-6, 6-3, 6-2) et Svetlana Kuznetsova (3-6, 6-4, 7-5) ainsi que la Française Alizé Cornet (6-4, 6-2) pour parvenir en quarts de finale, seulement battu par la Serbe Ana Ivanović, ancienne numéro une mondiale (3-6, 1-6). Elle démarre Roland Garros en tant que numéro huit mondiale et prend sa revanche sur Mona Barthel (7-6, 6-2) avant de sortir tranquillement la Slovaque Jana Čepelová qui dispute pour la première fois le tableau final (6-2, 6-2). Elle doit d'avantage lutter au troisième tour contre Varvara Lepchenko (6-4, 6-7, 6-4) et finalement s'incliner de nouveau contre l'ancienne lauréate Svetlana Kuznetsova en huitièmes de finale (4-6, 6-4, 3-6).
La tournée sur gazon n'est contrairement aux saisons précédentes moins réussie, l'Allemande s'inclinant dès le deuxième tour à Eastbourne contre Ekaterina Makarova (3-6, 4-6) et à Wimbledon contre l'Estonienne Kaia Kanepi (6-3, 6-7, 3-6), ancienne quart de finaliste. Son envol pour la seconde tournée américaine de l'année confirme ses quelques difficultés à obtenir des résultats, échouant en quarts de finale de Washington alors qu'elle est tête de série numéro une contre Magdaléna Rybáriková (6-7, 6-3, 3-6) en quarts de finale et contre une autre Slovaque, Dominika Cibulková (7-6, 2-6, 5-7) d'entrée à l'Open du Canada. Elle franchit aussi deux tours à Cincinnati mais perd son septième et dernier match en huit confrontations contre la Chinoise Li Na, finaliste en début de saison à l'Open d'Australie et qui dispute pour la dernière fois le tournoi. Elle se présente à l'US Open en panne de confiance après une nouvelle défaite précoce à New Haven juste avant le tournoi contre Elena Vesnina (2-6, 4-6). Malgré cela, elle passe ses premiers tours contre Lucie Hradecká (6-1, 6-1), la jeune Eugenie Bouchard qui joue pour la première fois le tournoi (6-4, 2-6, 6-3) et prend sa revanche de Wimbledon sur Kaia Kanepi (6-0, 6-4). Elle joue en huitièmes de finale l'Espagnole Carla Suárez Navarro et se fait surprendre dans un match serré (6-4, 3-6, 6-7).
Elle rebondit néanmoins à Tokyo (tournoi Premier 5), où elle bat Ana Ivanović (6-4, 6-2) et la 4e mondiale Agnieszka Radwańska qui l'avait battu lors de leurs trois derniers duels (6-4, 6-4) en quart, le tout en deux manches. En demi-finale, elle vainc (6-4, 7-65) la 8e Caroline Wozniacki et se qualifie pour sa deuxième finale de Premier 5 ; cependant elle perd pour le gain du titre, face à Petra Kvitová en trois manches alors qu'elle lui a infligé un 6-0 dans le deuxième set (2-6, 6-0, 3-6). À Pékin, elle écarte fracilement Laura Robson (6-1, 6-2) et Roberta Vinci (6-2, 6-4) avant de voir la Polonaise Agnieszka Radwańska prendre sa revanche (6-7, 4-6).
Au Tournoi de Linz, elle gagne un troisième titre en carrière après 18 mois de disette où elle bat Ana Ivanović (6-4, 7-66) et se qualifie pour le Masters à Istanbul. Elle avait auparavant battu les Roumaines Monica Niculescu (0-6, 6-1, 6-2) et Alexandra Cadanțu-Ignatik (6-1, 6-0), l'invitée Autrichienne Patricia Mayr (6-3, 6-1) et pris sa revanche sur Carla Suárez Navarro (6-2, 6-0). Malgré une élimination en poule lors du Masters de fin d'année dû à des défaites contre Petra Kvitová (7-6, 2-6, 3-6) et la numéro une Serena Williams, vainqueur de Roland Garros et de l'US Open, elle y remporte son premier match contre Agnieszka Radwańska (6-2, 6-2), numéro quatre mondiale.

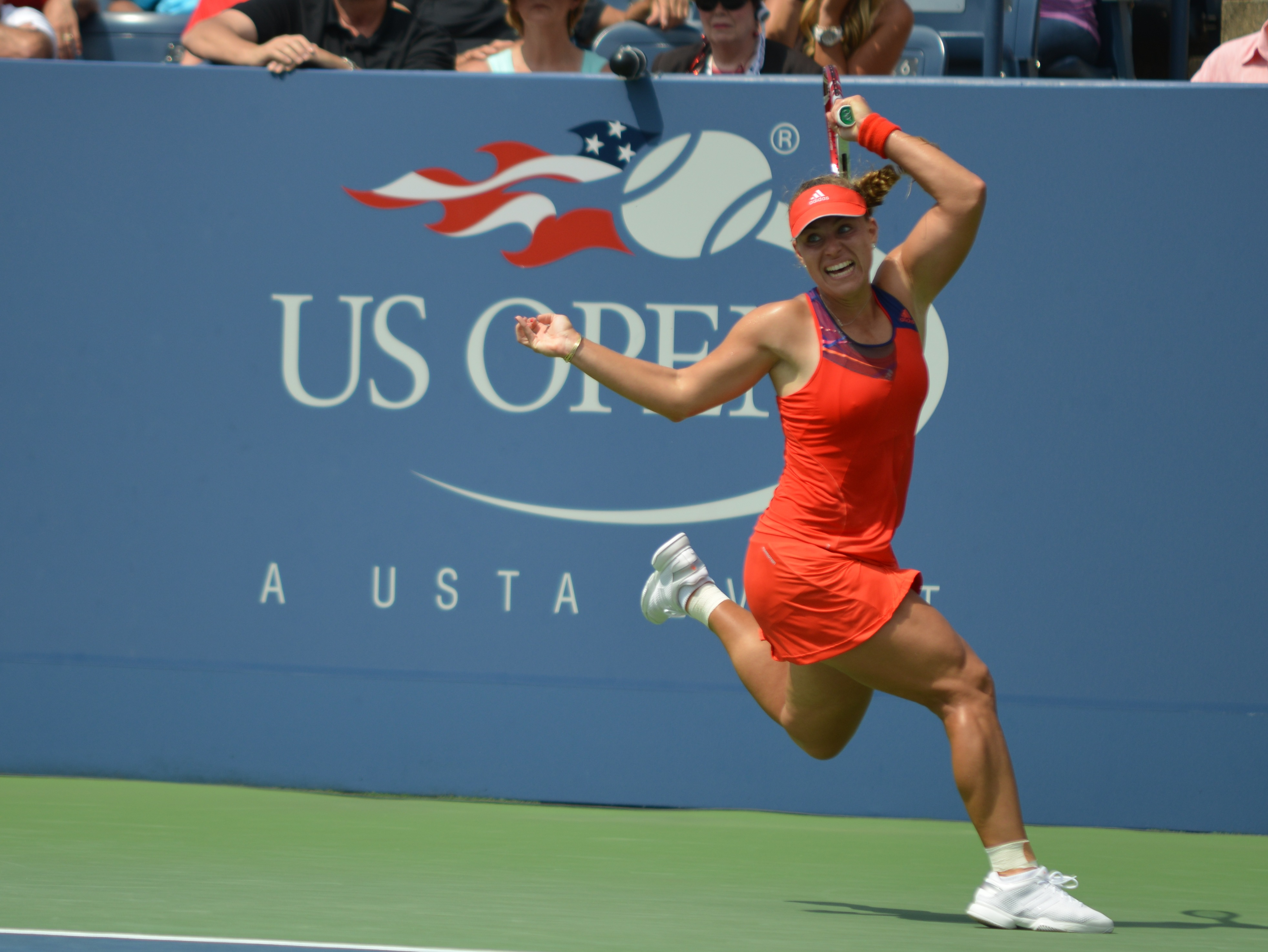
Kerber en action à l'US open fin août 2013.

Elle termine l'année à la 9e place du classement WTA.

### 2014. Quart de finale à Wimbledon et cinq finales perdues dont Doha
L'Allemande débute l'année par une victoire sur Kristina Mladenovic (6-2, 6-2) à Brisbane et profite de l'abandon d'Anastasia Pavlyuchenkova (6-2, 4-3 ab.) pour jouer les quarts de finale, stade auquel elle est renversée contre l'ancienne numéro une Jelena Janković (7-6, 3-6, 1-6). Elle joue sa neuvième finale au tournoi Premier de Sydney après quatre matchs remportés sans perdre un seul set contre Dominika Cibulková (7-6, 7-5), finaliste quelques semaines plus tard à l'Open d'Australie, Kaia Kanepi (6-3, 6-4), Carla Suárez Navarro (6-2, 6-4) et Madison Keys (6-4, 6-2).Elle s'incline cependant contre la surprenante qualifiée Tsvetana Pironkova (4-6, 4-6), 107e mondiale et vainqueur de son seul titre en carrière à cette occasion. Elle arrive comme l'année passée en huitièmes de finale à l'Open d'Australie après des succès sur l'invitée Jarmila Wolfe (6-3, 0-6, 6-2), la qualifiée Alla Kudryavtseva (6-4, 6-2) et l'Américaine Alison Riske (6-3, 6-4). Elle s'incline néanmoins comme l'année précédente à ce stade contre Flavia Pennetta (1-6, 6-4, 5-7), demi-finaliste du dernier US Open.
Elle se fait surprendre au deuxième tour de l'Open GDF Suez par Anastasia Pavlyuchenkova (7-5, 3-6, 6-7) mais revient ensuite l'Open de Doha où elle arrive plutôt facilement en finale (en ayant battu en demie la 8e (6-1, 7-66), Jelena Janković) mais perdant contre la Roumaine Simona Halep (2-6, 3-6), futur finaliste de Roland Garros quelques mois plus tard assez sèchement. Elle hérite d'un tirage difficile à Dubaï et sort d'entrée contre l'ancienne numéro une Ana Ivanović, quarts de finaliste de l'Open d'Australie quelques semaines plus tôt (6-3, 3-6, 6-7).
Elle s'envole aux Etats-Unis mais subit une défaite au premier tour à Indian Wells contre María Teresa Torró Flor (6-2, 6-7, 6-4) qui joue pour la première et unique fois le tournoi mais se ressaisit à Miami où elle sort dans un match accroché la Chinoise Peng Shuai (6-3, 1-6, 7-6), prend une revanche éclatante sur Tsvetana Pironkova (6-0, 6-2) et sort la Russe Ekaterina Makarova (6-4, 1-6, 6-3) avant de céder logiquement en quarts contre Serena Williams, numéro une mondiale (2-6, 2-6).
Le début de la tournée sur ocre en avril est très difficile, l'Allemande subissant trois défaites en autant de matchs à Stuttgart contre Carla Suárez Navarro (5-7, 4-6), à Madrid contre la qualifiée Française Caroline Garcia qui dispute pour la première fois le tournoi et parviendra jusqu'en quart de finale, contre qui elle abandonne (3-6, 0-2 ab.) et à Rome face à une autre qualifiée Petra Cetkovská (6-4, 3-6, 4-6). Contrairement à ses habitudes, elle part disputer le tournoi de Nuremberg mais n'assume pas son statut de tête de série numéro une en sortant dès les quarts de finale contre Karolína Plíšková (6-7, 4-6). Elle parvient malgré cette préparation laborieuse à revenir comme l'année dernière en huitièmes à Roland Garros, écartant sans sourciller Katarzyna Piter (6-3, 6-1) qui joue pour la première fois le tournoi parisien  ainsi que Varvara Lepchenko (6-2, 7-5) et Daniela Hantuchová (7-5, 6-3). Elle s'arrête de nouveau à ce stade, sortie très sèchement par la jeune Eugenie Bouchard (1-6, 2-6), futur demi-finaliste et qui réalise la meilleure saison de sa carrière.

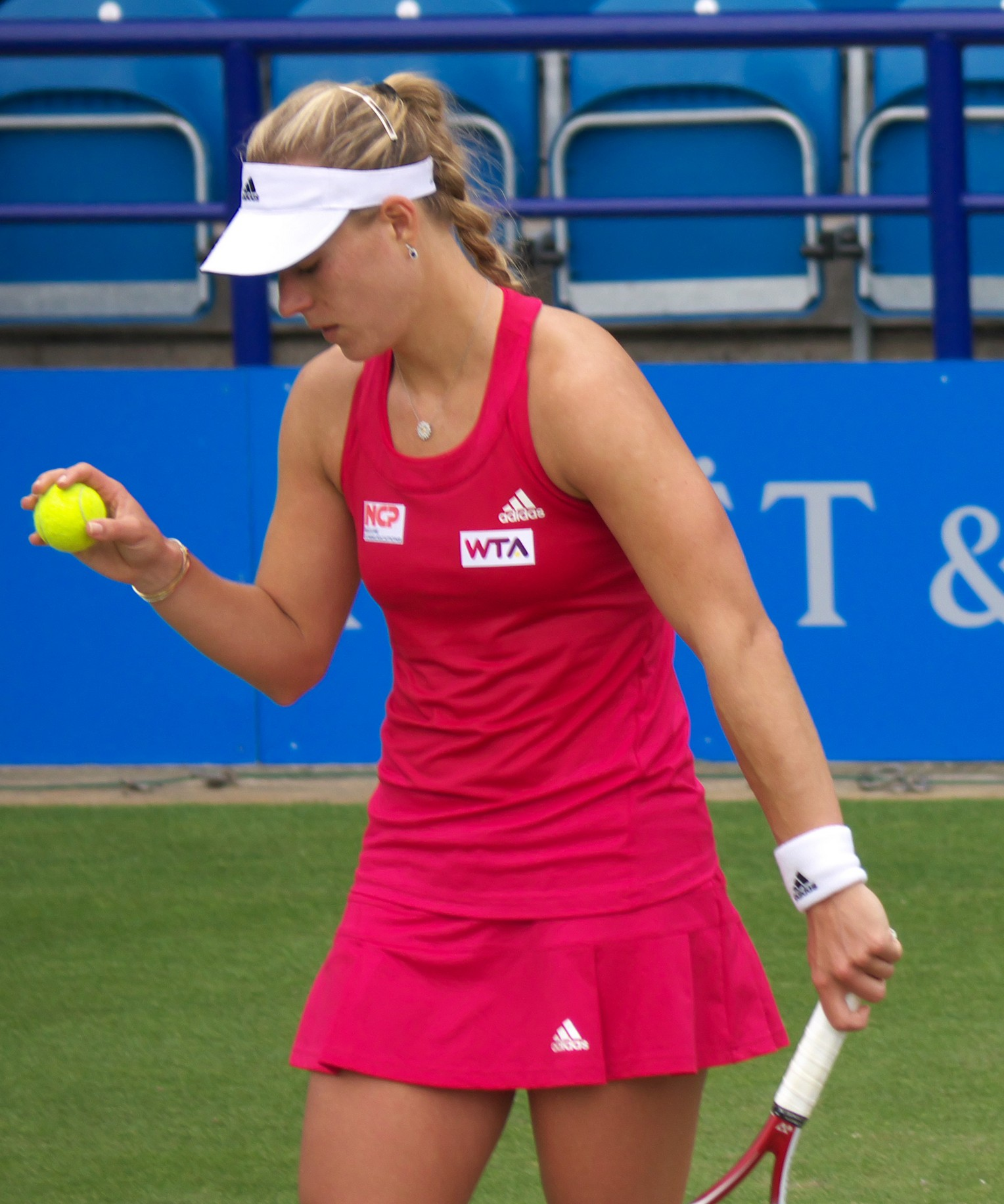
Kerber lors du tournoi d'Eastbourne.

Elle se relève au tournoi d'Eastbourne, en écartant Alison Riske (7-6, 6-4), la Française Alizé Cornet (7-5, 1-6, 7-6), la Russe Ekaterina Makarova (6-2, 6-1) et sa rivale Caroline Wozniacki (3-6, 7-6, 6-3) pour disputer une troisième finale cette saison et la deuxième de sa carrière lors du tournoi Britannique mais elle perd encore contre Madison Keys qui joue sa première finale et remporte son premier titre en carrière dans un match très accroché (3-6, 6-3, 5-7).
Pour Wimbledon, elle arrive jusqu'en quart de finale (une première depuis deux ans quand elle avait atteint les demies) avec des victoires sur Maria Sharapova (7-64, 4-6, 6-4), numéro cinq mondiale et tout juste vainqueur de Roland Garros, sur Kirsten Flipkens, demi-finaliste la saison précédente (3-6, 6-3, 6-2), ainsi que sur la locale Heather Watson (6-2, 5-7, 6-1) et la Polonaise Urszula Radwańska (6-2, 6-4) mais se faisant battre en deux sets de nouveau par Eugenie Bouchard, future finaliste (3-6, 4-6). Elle part disputer la tournée américaine et commence de belle manière avec une victoire étriquée sur Coco Vandeweghe (7-6, 0-6, 6-2) à Stanford, puis sur Garbiñe Muguruza (6-2, 6-1) ainsi que contre Varvara Lepchenko (4-6, 7-6, 6-2), s'octroyant le droit de disputer une quatrième finale cette année. Néanmoins, comme les autres, elle s'incline à ce stade, cédant en offrant une belle résistance à Serena Williams, victorieuse un mois plus tard de son 18e titre en Grand Chelem à l'US Open (6-7, 3-6).
La suite de la tournée est plus mitigé, avec des deuxièmes tours à l'Open du Canada (perdu contre l'autre soeur Williams) et à Cincinnati (contre Caroline Wozniacki). Elle remporte à l'US Open ses deux premiers matchs contre des joueuses hors du Top 100 et qualifiées, mais s'incline au troisième tour face à la jeune Suissesse Belinda Bencic qui joue pour la première fois le tournoi (1-6, 5-7). Elle parvient à Tokyo en demi-finale après avoir sorti facilement Dominika Cibulková (6-3, 6-0) mais perd contre Ana Ivanović (5-7, 3-6), vainqueur quelques jours plus tard de son dernier tournoi en carrière dans la capitale japonaise, puis en quarts à Wuhan où elle s'incline contre l'Ukrainienne Elina Svitolina qui remporte son premier quart de finale dans un tournoi de cette catégorie (4-6, 6-7). Elle termine l'année par un troisième tour à Pékin et finit la saison à la 10e place du classement WTA, n'étant pas qualifiée aux Masters de fin d'année, une première depuis 2012.

### 2015. Quatre titres dans la catégorie Premier
À l'entame de sa saison, elle commence par Brisbane et Sydney où elle atteint les demies en perdant contre Karolína Plíšková. Lors de l'Open d'Australie, elle est directement éliminée par la roumaine Irina-Camelia Begu. Cette élimination précoce est une nouvelle déception, car elle n'avait plus perdu au premier tour depuis Wimbledon 2011.
Les contre-performances continuent, tout d'abord à Anvers où elle perd sèchement d'entrée face à la qualifiée Francesca Schiavone. Puis avec la tournée Émirats avec des éliminations précoces : en perdant à Dubaï face à l'Italienne Flavia Pennetta et à Doha face à la Biélorusse Victoria Azarenka. Ses performances auront des conséquences sur sa confiance et son classement.

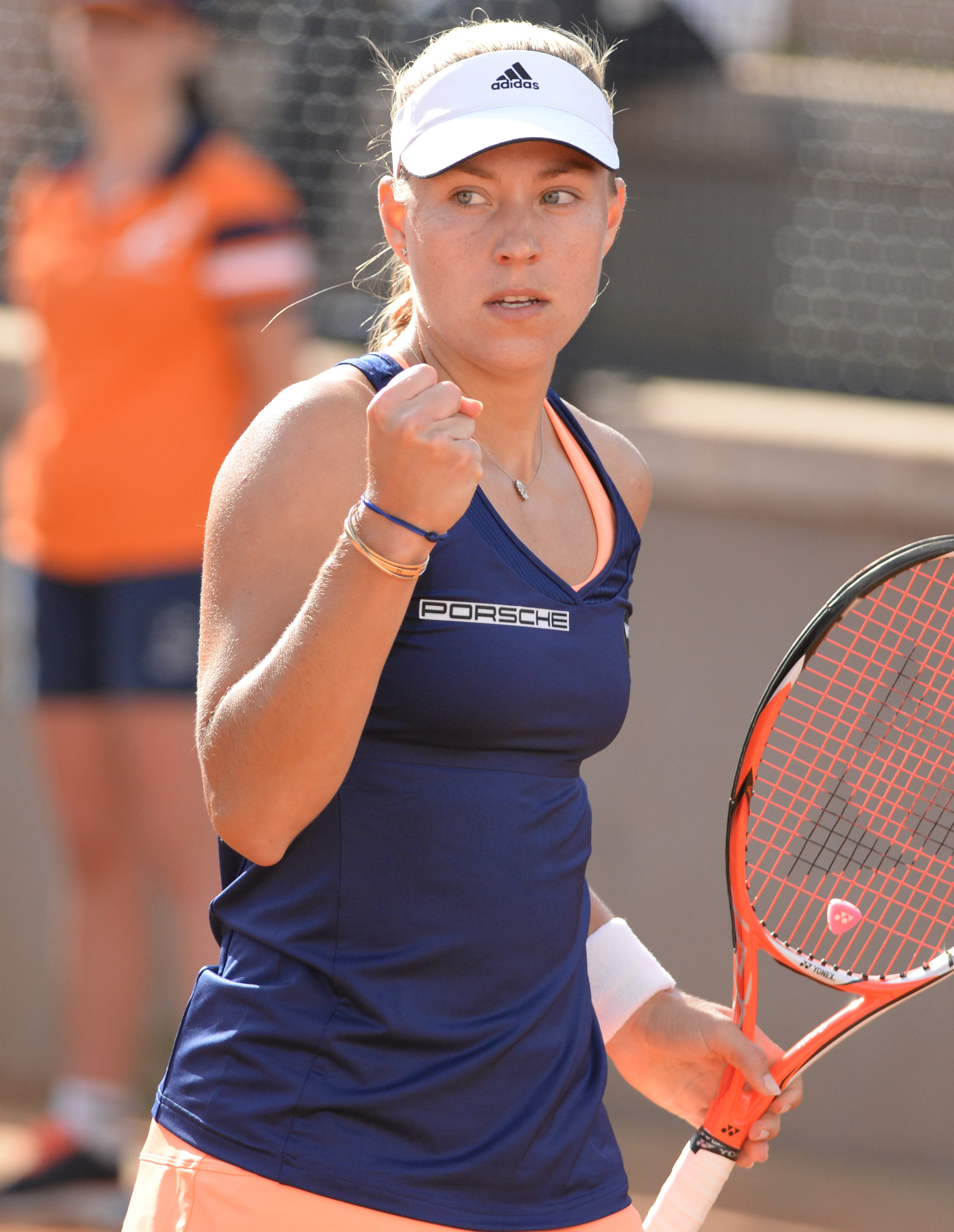
Angelique Kerber à Rome en 2015.

À Charleston, elle gagne le 4e titre de sa carrière en battant au cours du tournoi Evgeniya Rodina, Lara Arruabarrena, Irina-Camelia Begu, la 11e mondiale et compatriote Andrea Petkovic en demi-finale (6-4, 6-4). En finale, elle bat 6-2, 4-6, 7-5 l'Américaine Madison Keys qui l'avait battue à Eastbourne l'année précédente. Grâce à ce bon tournoi, elle se relance dans la saison. Deux semaines après son premier titre de la saison, elle s'engage sur la terre battue de Stuttgart. Elle bat d'abord Alexa Glatch, puis la triple tenante du titre, tête de série no 1 et no 2 mondiale, Maria Sharapova (2-6, 7-5, 6-1), puis en quart la 8e mondiale, Ekaterina Makarova battue 6-3, 6-2 et en demi-finale l'Américaine Madison Brengle. En finale, elle affronte la Danoise Caroline Wozniacki, 5e mondiale, dans un match à suspense avec de beaux échanges montrant la combativité de chacune, et finalement l'Allemande l'emporte 3-6, 6-1, 7-5 en un peu plus de deux heures pour s'octroyer le 5e titre de sa carrière. Une belle semaine où elle a notamment battu trois top 10. Le reste de la saison de terre battue restera moyen.
Vient ensuite la tournée sur herbe, qui débute bien avec un titre à Birmingham, en battant en demi-finale sa compatriote Sabine Lisicki (6-3, 6-3) et en finale difficilement Karolína Plíšková (6-75, 6-3, 7-64) au terme d'un match tendu nerveusement. Faisant d'elle, une potentielle vainqueur à Wimbledon, cependant elle se fera battre par Garbiñe Muguruza (7-612, 1-6, 6-2) future finaliste, avec un premier set très long et un match dense.
Début de la tournée américaine, elle débute parfaitement à Stanford en gagnant le titre en battant en quart de finale Agnieszka Radwańska (4-6, 6-4, 6-4) 7e, et à nouveau en finale Plíšková en trois sets serrés (6-3, 5-7, 6-4). Mais elle se fera plus discrète sur les tournois suivant. Et il faudra attendre la tournée asiatique pour de nouvelles bonnes performances. À Wuhan, elle se hisse jusqu'en demi-finale en battant Jelena Janković, Camila Giorgi et Coco Vandeweghe mais perd encore une fois face à Muguruza : 4-6, 65-7 alors qu'elle menait 5-3 dans le tie break dans un climat un peu tendu. Elle participe ensuite à un tournoi à Hong Kong pour pouvoir se qualifier pour le masters, cependant elle perd en finale contre Jelena Janković (6-3, 64-7, 1-6), cette défaite ne la qualifie pas automatiquement pour le Masters; elle le sera néanmoins quelques jours après. Lors du Masters, elle fait partie du Groupe Blanc, bat Petra Kvitová (6-2, 7-62) mais perd à nouveau 4-6, 4-6 contre Muguruza. Elle perd son dernier match, déterminant pour la qualification pour les demi-finales, 4-6, 3-6 contre la Tchèque Lucie Šafářová et terminera dernière de son groupe.
Elle termine l'année à la 10e place du classement WTA comme l'année passée.

### 2016. Victoire enGrand Chelemà l'Open d'Australieet à l'US Open, médaille d'argent auxJO, finale àWimbledon, auxMastersetno1mondiale
Angelique Kerber commence sa saison 2016 par une finale à l'Open de Brisbane, battue cependant par Victoria Azarenka (3-6, 1-6) en tout juste une heure. Elle participe ensuite au tournoi de Sydney mais déclare forfait au second tour pour des problèmes gastriques.
La semaine suivante, elle commence difficilement l'Open d'Australie en étant mise en danger dès le premier tour par la Japonaise Misaki Doi 64e mondiale, devant sauver une balle de match dans le deuxième set. Elle finit par l'emporter (6-74, 7-66, 6-3). Lors des trois tours suivants, elle se défait sans difficulté d'Alexandra Dulgheru (6-2, 6-4), de Madison Brengle (6-1, 6-3) en 56 minutes et d'Annika Beck (6-4, 6-0). Pour son cinquième quart de finale dans un tournoi du Grand Chelem, le premier à l'Open d'Australie, elle affronte l'ancienne numéro un mondiale et double vainqueur du tournoi, Victoria Azarenka 16e, qui l'a battue lors de leurs 6 rencontres précédentes, et que de nombreux observateurs attendent en finale. Elle crée la surprise en remportant le match (6-3, 7-5) en 1 h 45 et devenant la première Allemande en demi-finale depuis 1998. Pour sa troisième demi-finale en Grand Chelem, elle affronte la surprise du tournoi, la Britannique Johanna Konta 47e mondiale, dont elle se défait en 1 h 22 sur le score de (7-5, 6-2). Elle rallie ainsi pour la première fois de sa carrière une finale de tournoi du Grand Chelem. Elle y affronte la tenante du titre et no 1 mondiale Serena Williams, grandissime favorite qui court alors après son 22e sacre en Grand Chelem,. Après un premier set remporté 6-4 durant lequel l'Américaine a commis 23 fautes directes, elle perd le deuxième set 6-3, Serena Williams n'ayant cette fois commis que 5 fautes directes durant le set. Après un troisième set accroché qui la voit mener 5-2, elle finit par remporter à 28 ans son premier tournoi du Grand Chelem (6-4, 3-6, 6-4) sur une ultime faute directe de son adversaire,. Grâce à cette victoire, 22 ans après celle de Steffi Graf à Melbourne, et la première pour une joueuse Allemande dans un tournoi du Grand Chelem, depuis Steffi Graf à Roland-Garros en 1999, elle accède à la place de no 2 mondiale, son meilleur classement en carrière,.
Après des éliminations précoces après Melbourne, elle revient à un meilleur niveau pour Miami, battant facilement Barbora Strýcová, puis sur abandon Kiki Bertens alors qu'elle éprouvait des difficultés (1-6, 6-2, 3-0 ab.). Ensuite elle s'impose contre Tímea Babos (6-2, 3-6, 6-4) dans un match également assez tendu et puis plus facilement contre la tête de série numéro 22, Madison Keys (6-3, 6-2) en 1 h 8 pour se qualifier pour les demies. Mais elle perd contre Victoria Azarenka](2-6, 5-7) en 1 h 33, la future vainqueur du tournoi.
En avril, début de la terre battue où elle défend son titre à Stuttgart, elle y bat notamment la 11e mondiale Carla Suárez Navarro (6-2, 6-4), et Petra Kvitová 7e mondiale (6-4, 4-6, 6-2) dans un match serré dans les deux premières manches et se qualifie pour la finale. Elle affronte la qualifiée Laura Siegemund 71e mondiale, une débutante à ce stade (mais ayant battu trois top 10 pour disputer la finale). Kerber s'impose facilement (6-4, 6-0), s'adjugeant son deuxième titre de la saison et recevant une Porsche 718 Boxster S avec le trophée. À Roland-Garros, deuxième Grand Chelem de l'année, elle se fait battre au 1er tour par la surprise du tournoi, la 58e mondiale Kiki Bertens (2-6, 6-3, 3-6), future demi-finaliste. Elle revient en meilleure forme lors du tournoi de Wimbledon. Elle bat au 1er tour Laura Robson (6-2, 6-2) puis au 2e tour Varvara Lepchenko (6-1, 6-4), et au 3e tour sa compatriote Carina Witthöft (7-611, 6-1) après un premier set très serré, mais atteint les huitièmes de finale sans soucis. Elle élimine Misaki Doi (6-3, 6-1) une surprise à ce niveau, dans un match plus facile qu'à Melbourne, pour s'adjuger une place en quarts de finale. Elle rencontre Simona Halep 5e mondiale, qu'elle bat (7-5, 7-62) en une heure et demie, montrant un très bon niveau. Elle est donc qualifiée pour les demi-finales où elle affronte Venus Williams 8e mondiale, qu'elle bat avec maîtrise (6-4, 6-4) en 1 h 12 de jeu pour se qualifier pour sa 2e finale de Grand Chelem, la deuxième de la saison,. Elle y affronte Serena Williams pour un remake de la finale de l'Open d'Australie, remportée quelques mois plus tôt par la joueuse Allemande. Elle perd cependant cette finale (5-7, 3-6) face à une Serena Williams qui remporte un 22e tournoi du Grand Chelem. Elle a tout de même lutté plus d'1 h 20 avant de s'incliner face à la no 1 mondiale,. Grâce à cette finale, elle reprend la 2e place mondiale qu'elle avait déjà obtenue après sa victoire à Melbourne. C'est son meilleur résultat, après sa victoire à l'Open d'Australie 2016, son meilleur à Wimbledon. C'est la première joueuse Allemande à atteindre la finale de ce tournoi du Grand Chelem après Steffi Graf.

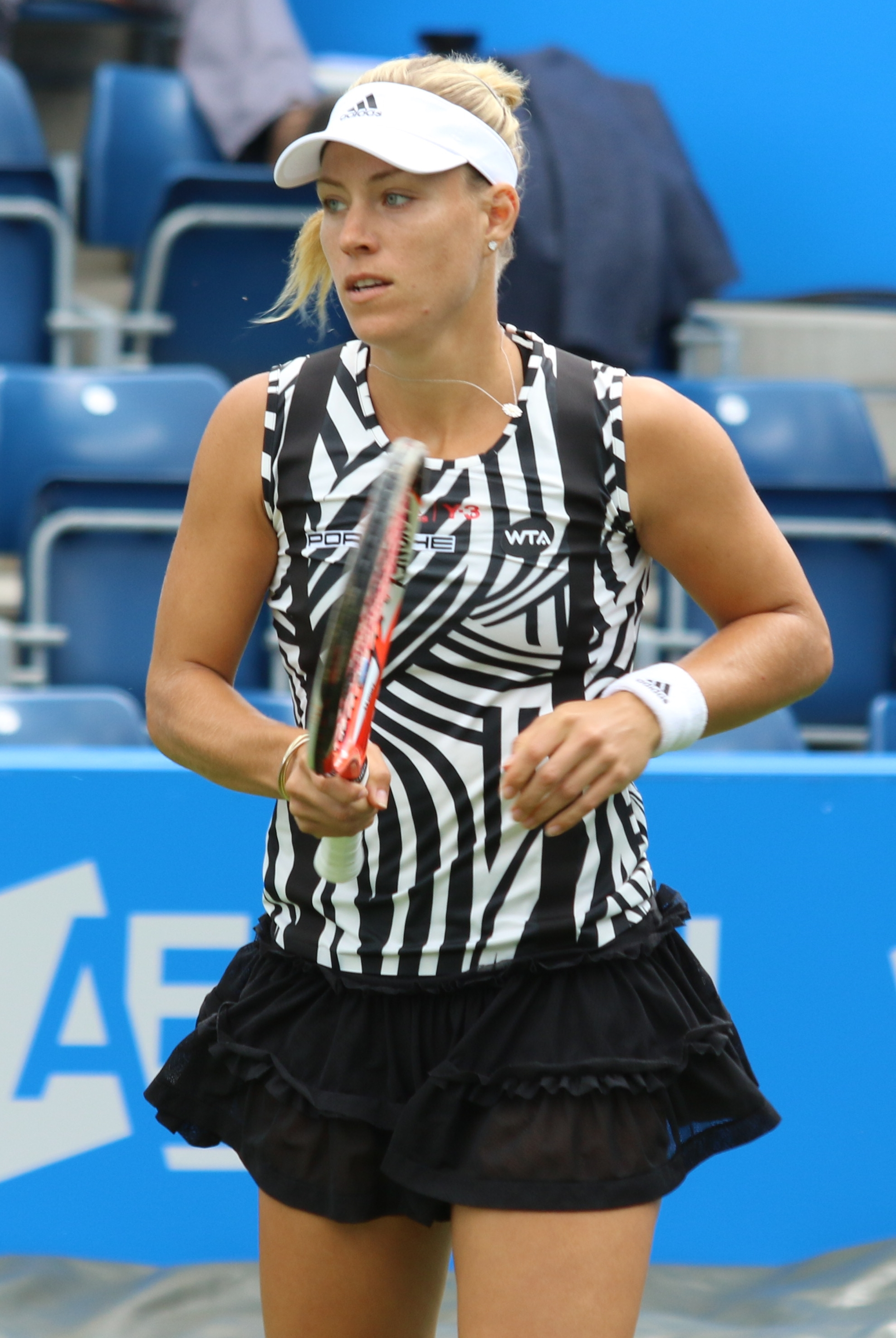
Angelique Kerber à Birmingham en 2016.

Pour la tournée américaine, à Montréal, elle passe difficilement ses deux premiers tours contre Mirjana Lučić-Baroni (6-3, 4-6, 6-3) mais surtout Elina Svitolina (1-6, 7-62, 6-4) en passant non loin de la défaite. Elle pulvérise en quart Daria Kasatkina en deux manches sèches, avant de perdre (0-6, 6-3, 2-6) en 1 h 40 au tour suivant contre la future lauréate du tournoi et 5e mondiale, Simona Halep dans un match laborieux au niveau tennistique. La semaine d'après pour les Jeux olympiques de Rio de Janeiro, elle passe son premier tour face à Mariana Duque Mariño avec difficulté à conclure en deux manches. Puis elle bat avec autorité la Canadienne Eugenie Bouchard (6-4, 6-2), l'Australienne Samantha Stosur (6-0, 7-5) et Johanna Konta (6-1, 6-2) en quart. En demi-finale, elle affronte la 9e mondiale Madison Keys, qu'elle vainc (6-3, 7-5) en une heure et demie sans se faire breaker, et se qualifie pour la finale du tournoi olympique pour affronter la surprise Mónica Puig, 34e mondiale. Elle obtient finalement la médaille d'argent après sa défaite contre la Portoricaine, au terme d'une superbe finale de plus de deux heures (4-6, 6-4, 1-6) et d'une belle qualité tennistique. Mais cela reste comme une « des semaines les plus mémorables de sa carrière ». Elle participe la semaine suivante au tournoi de Cincinnati, dont le titre lui permettrait de devenir no 1 mondiale à la suite du forfait de Serena Williams. Détentrice d'une exemption de premier tour, Kerber gagne son premier match contre Kristina Mladenovic (6-0, 7-5) puis gagne son huitième contre Barbora Strýcová (7-65, 6-4) et valide son billet pour les 1/4 de finale où elle bat Carla Suárez Navarro 12e mondiale, (4-6, 6-3, 6-0) plus difficilement. Elle rencontre Simona Halep 4e mondiale, et à la suite d'un match avec beaucoup de tension et de fautes directes, Kerber l'emporte (6-3, 6-4) en une heure et demie pour se hisser en finale face à Karolína Plíšková 17e mondiale, à une marche de détrôner Serena Williams. À la suite d'un match où Kerber paraît fatiguée, elle perd face à la Tchèque (3-6, 1-6) en tout juste une heure de jeu et rate sa chance de devenir no 1 mondiale.
Pour le dernier tournoi du Grand Chelem de l'année, à l'US Open, elle profite de l'abandon de Polona Hercog alors qu'elle menait 6-0, 1-0, puis bat Mirjana Lučić-Baroni (6-2, 7-67), et enfin facilement la qualifiée de 17 ans Catherine Bellis (6-1, 6-1) en 55 minutes. À partir des huitièmes, les matchs se compliquent contre la tête de série numéro 14, Petra Kvitová (6-3, 7-5) dans le deuxième set, et la finaliste sortante et 8e mondiale, Roberta Vinci en quart (7-5, 6-0) avec une bulle infligée en seulement 23 minutes. Elle se qualifie ainsi pour le dernier carré du tournoi, une première depuis 2011 à Flushing Meadows. En demi-finale, elle réussit à battre Caroline Wozniacki (6-4, 6-3) en 1 h 26 et à se qualifier pour sa troisième finale de l'année en Grand Chelem. La défaite de Serena Williams dans l'autre demi-finale lui assure la place de no 1 mondiale à l'issue du tournoi. Elle devient ainsi la première Allemande à détenir ce sceptre depuis Steffi Graf, en mars 1997,. En finale, elle affronte Karolína Plíšková 11e mondiale qui dispute sa première finale dans cette catégorie, et s'impose en 3 sets après plus de 2 heures de jeu concluant sur un break blanc (6-3, 4-6, 6-4). Elle finit donc sa saison en Grand Chelem de la meilleure des manières en remportant un deuxième titre dans la catégorie reine des tournois du circuit WTA. Elle devient la première Allemande à remporter l'US Open depuis Steffi Graf en 1996, réalisant le premier doublé Open d'Australie - US Open depuis Martina Hingis en 1997, et hormis Serena, c'est la seule joueuse à avoir joué trois finales du Grand Chelem lors de la même saison depuis Justine Henin en 2006,,. Le 12 septembre, Kerber met fin au règne de 186 semaines consécutives de Serena Williams et devient officiellement pour la première fois no 1 mondiale.

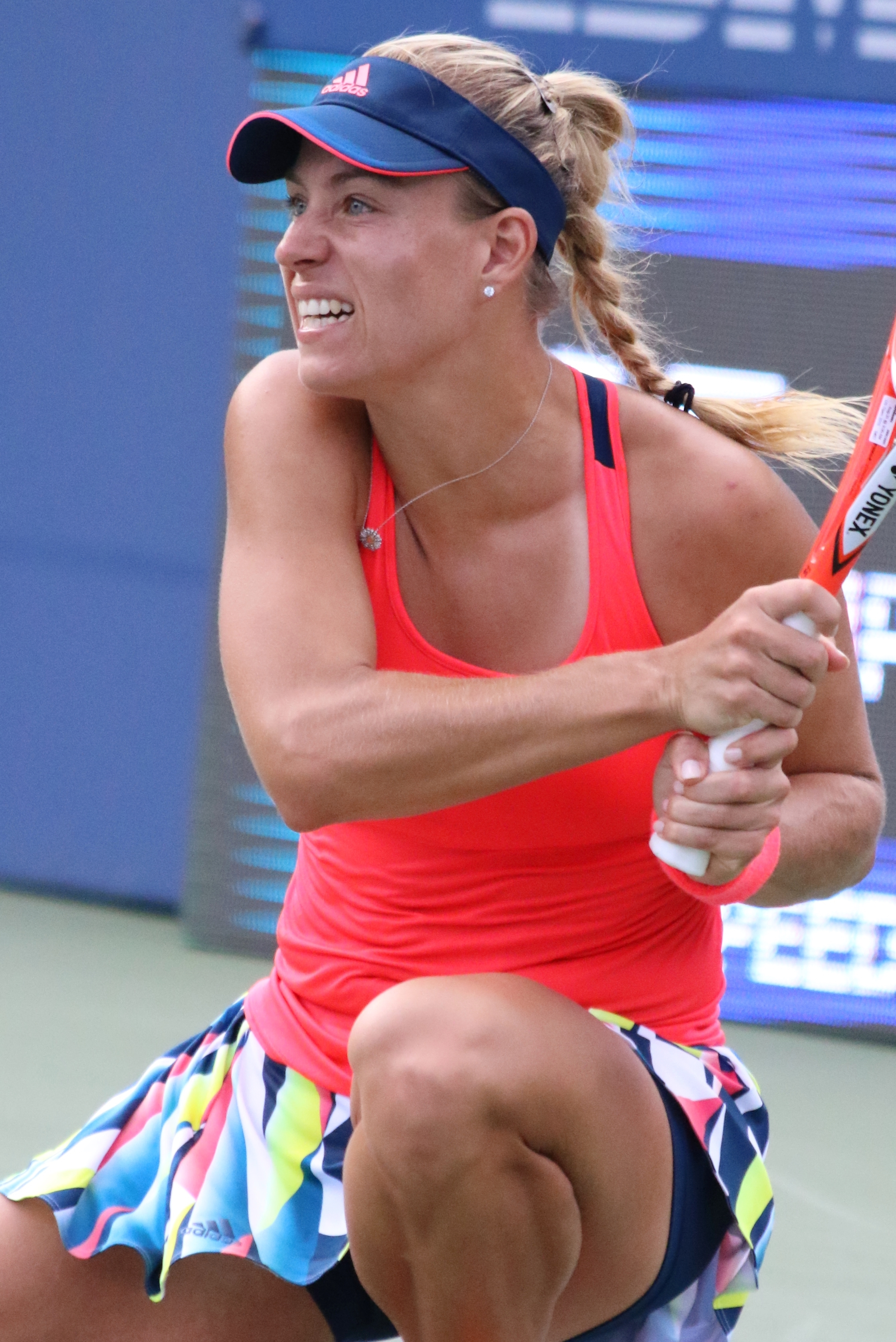
Angie dans sa course vers la victoire à New-York et la première place mondiale.

Pour les tournois asiatiques, d'abord à Wuhan, elle gagne difficilement contre Kristina Mladenovic (6-74, 6-1, 6-4), et perd en huitième contre Petra Kvitová (7-610, 5-7, 4-6) dans un match à suspense et de bonne qualité de plus de trois heures de jeu (la seule à lui prendre un set sur le tournoi). Puis à Pékin, elle passe les Tchèques Kateřina Siniaková et Barbora Strýcová en deux sets, avant d'être battue (3-6, 5-7) par Elina Svitolina. Enfin à Hong Kong, elle perd en quart face à la finaliste sortante Daria Gavrilova en deux manches.
Fin octobre, elle participe au Masters de Singapour en tant que tête de série no 1. Placée dans le Groupe Rouge avec la no 4 mondiale Simona Halep, la no 7 mondiale Madison Keys et la no 8 mondiale Dominika Cibulková. Elle s'impose lors de son premier match contre la Slovaque (7-65, 2-6, 6-3) en 2 h 18 commençant de belle manière le tournoi. Elle bat ensuite en deux sets Halep (6-4, 6-2) en 1 h 22 et Keys (6-3, 6-3) en tout juste une heure de jeu et ainsi passe les poules pour la première fois. En demi-finale, elle bat également en deux sets Agnieszka Radwańska alors 3e mondiale (6-2, 6-1) en seulement 1 h 15 et se qualifie pour sa dernière finale de la saison. Elle perd cependant de façon surprenante et assez facilement (3-6, 4-6) en 1 h 16, dépassée par les coups et le jeu de Dominika Cibulková, qui remporte son premier et unique titre majeur.
L'Allemande termine sa saison sur une mauvaise note mais réussit son exceptionnelle saison avec 63 victoires pour 18 défaites (77,7 %), 3 titres dont deux du Grand Chelem, 12 victoires pour 4 défaites face aux joueuses du top 10, 9 861 615 $ de dotation, une médaille aux Jeux olympiques d'été en simple et pour couronner le tout, elle termine la saison no 1 mondiale pour la première fois de sa carrière.

### 2017. Perte de la première place mondiale, aucun titre, sortie du top 20 et déception en Grand Chelem
Angelique Kerber commence chaotiquement son année avec des contre performances, d'abord au tournoi de Brisbane alors finaliste sortante, elle perd (4-6, 6-3, 3-6) à nouveau face à Elina Svitolina comme à Pékin. Puis à Sydney, elle perd d'entrée de tournoi contre la Russe Daria Kasatkina (65-7, 2-6), inquiétant à l'approche de l'Open d'Australie avec seulement une victoire en deux tournois.
À l'Open d'Australie pour la défense de son titre, elle passe ses premiers tour avec quelques difficultés sans vraiment convaincre totalement, avec Lesia Tsurenko, puis sa compatriote Carina Witthöft en trois manches et déroulant plus facilement contre Kristýna Plíšková. En huitièmes, elle affronte la 35e mondiale, Coco Vandeweghe mais passe à côté de son match (2-6, 3-6) en seulement 1 h 08 de jeu. Ce match confirme sa difficulté à assumer son nouveau statut de numéro 1, en cédant à la pression de l'événement. Elle perd sa place de numéro une mondiale le 28 janvier, à la suite de la victoire de Serena Williams à Melbourne.
En février au tournoi de Dubaï, elle perd en demi-finale contre la future vainqueur, la 13e mondiale Elina Svitolina (3-6, 63-7) en 1 h 40. Avec le forfait de Serena Williams aux tournois d'Indian Wells et Miami, Kerber est assurée de redevenir no 1 mondiale au 13 mars. Elle passe sa compatriote Andrea Petkovic (6-2, 6-1) en moins d'une heure, puis lutte contre la Française Pauline Parmentier (7-5, 3-6, 7-5) en près de trois heures, avant de perdre contre la 15e mondiale Elena Vesnina (3-6, 3-6) future lauréate. Puis à Miami, elle se qualifie pour les quarts sans avoir affronter de grosses joueuses, et perdant (5-7, 3-6) contre Venus Williams en 1 h 39. Devenant à 36 ans, la joueuse la plus âgée à battre une no 1 mondiale. Enfin la semaine suivante pour le dernier tournoi sur dur, elle se qualifie pour la finale du tournoi de Monterrey en battant Carla Suárez Navarro (7-66, 6-1), mais perdant dans un match décousu contre la 16e mondiale, Anastasia Pavlyuchenkova (4-6, 6-2, 1-6) après 1 h 54.
Au classement du 15 mai, elle repasse en tête du classement de la WTA, 1er rang mondial détenu précédemment par Serena Williams, éloignée des courts jusqu'à la fin de l'année pour cause de grossesse.

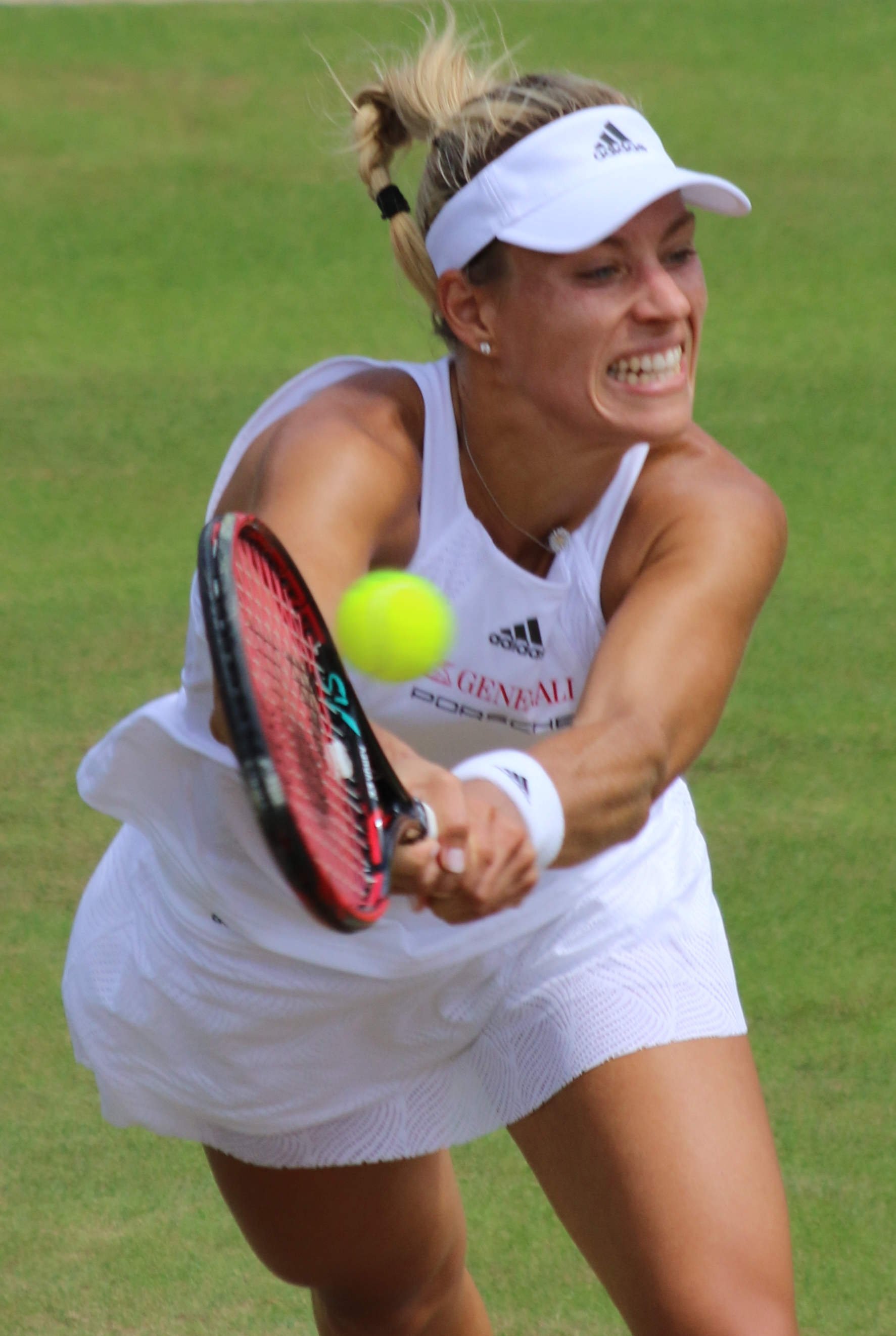
Angelique Kerber à Wimbledon en 2017.

Malgré une élimination hâtive à Roland-Garros, sortie dès son entrée en lice par la Russe Ekaterina Makarova en deux sets expéditifs (2-6, 2-6), elle conserve son 1er rang mondial à l'issue du tournoi. Karolína Plíšková et Simona Halep avaient la possibilité de la détrôner, mais elles se sont inclinées respectivement en demi-finale et en finale.
Période sur gazon avec d'abord les tournois préparatoires, elle dispute seulement Eastbourne, passant son premier tour difficilement (4-6, 6-1, 7-5) face à Kristýna Plíšková, puis contre Lara Arruabarrena. Elle perd (3-6, 4-6) en quart de finale contre la locale Johanna Konta, 7e mondiale. À Wimbledon en tant que finaliste sortante, dans des premiers tours compliqués, Kerber se qualifie pour les huitièmes en battant Irina Falconi, Kirsten Flipkens (7-5, 7-5) et Shelby Rogers (4-6, 7-62, 6-4) de justesse en 2 h 20. Elle est vaincue par la tête de série numéro 14, Garbiñe Muguruza dans un match de bonne qualité (6-4, 4-6, 4-6) qui gagnera le tournoi. Cette défaite lui fait perdre son 1er rang mondial (elle devait aller au minimum en finale pour s'assurer de le conserver).
Elle reprend à Toronto avec une défaite sèche (2-6, 2-6) par l'Américaine Sloane Stephens en huitième et une autre défaite, d'entrée de tournoi à Cincinnati dans un gros match (4-6, 6-1, 611-7) face à Ekaterina Makarova et ayant eu une balle de match. Tenante du titre de son dernier Grand Chelem à l'US Open, elle s'incline dès le 1er tour (3-6, 1-6) face à la Japonaise Naomi Osaka en tout juste une heure. C’est la première fois depuis 2005 qu’une tenante du titre chute au 1er tour à Flushing Meadows et cette défaite assure à Kerber, sa sortie du top 10 à l’issue du tournoi.
Pour la tournée asiatique, elle réalise un bon tournoi à Tokyo en parvenant jusqu'aux demi-finales en prenant sa revanche sur Naomi Osaka (6-3, 6-4), puis Daria Kasatkina (7-65, 6-3) et la 4e mondiale, Karolína Plíšková (7-65, 7-5) dans un match encourageant. Elle s'incline (0-6, 7-64, 4-6) au tour d'après contre Anastasia Pavlyuchenkova dans une rencontre décousu. À Wuhan et Pékin, elle s'incline contre Caroline Garcia au premier tour (6-3, 3-6, 1-6) et face à Alizé Cornet au second tour (4-6, 4-6).
Enfin sur les tournois indoor, elle perd au premier tour contre Mónica Puig au Luxembourg, future finaliste. Et qualifiée pour le dernier tournoi de l'année, au Masters bis de Zhuhai, elle perd encore ses deux matchs de poule face à Anastasia Pavlyuchenkova (3-6, 6-3, 2-6) en 1 h 52 et Ashleigh Barty (3-6, 4-6) en 1 h 12.
Finissant sa saison pour la première fois depuis 2011 en dehors du top 20 et sans le moindre titre.
Après une saison décevante, elle s'achève également par l'annonce de la fin de la collaboration avec son entraîneur Torben Beltz. Le Belge Wim Fisette devient le nouvel entraîneur de l'Allemande pour la saison 2018, après avoir précédemment travaillé avec Kim Clijsters,[Victoria Azarenka, Simona Halep ou encore Johanna Konta.

### 2018. Deux titres dont un Grand Chelem à Wimbledon et retour dans le top 2
Angelique Kerber commence 2018 par une finale perdue à la Hopman Cup mais avec des victoires importantes en simple et lui permettant de reprendre confiance. Elle bat la jeune Belge Elise Mertens (7-66, 7-61), puis facilement Eugenie Bouchard (6-1, 6-3), après l'Australienne Daria Gavrilova (6-1, 6-2) et enfin, la Suissesse Belinda Bencic (6-4, 6-1).
Elle participe à son premier tournoi officiel à Sydney. Elle bat tour à tour Lucie Šafářová, après deux heures de demi de jeu, Venus Williams, puis facilement Dominika Cibulková (6-3, 6-1) et la qualifiée, Camila Giorgi (6-2, 6-3). Elle atteint ainsi sa première finale depuis avril 2017. Enfin, elle vainc l'Australienne Ashleigh Barty (6-4, 6-4) pour s'adjuger son premier titre officiel depuis son sacre à l'US Open en 2016. En très bonne forme, Kerber aborde sereinement l'Open d'Australie en tant que tête de série numéro 21. Elle passe sa compatriote Anna-Lena Friedsam (6-4, 6-0), puis la Croate Donna Vekić (6-4, 6-1) et enfin Maria Sharapova (6-3, 6-1) pour aller jusqu'en 1/8 de finale après 1 h 4 de jeu. Dans une rencontre accrochée, longtemps dominée, Kerber finit par renverser le match (4-6, 7-5, 6-2) face à la surprenante Taïwanaise Hsieh Su-wei,. En quart de finale, elle domine la tête de série numéro 17, Madison Keys (6-1, 6-2) dans une rencontre à sens unique et remportée en 51 minutes. Elle retourne dans le dernier carré d'un Grand Chelem, une première depuis son titre à l'US Open 2016 et affronte la no 1 mondiale, Simona Halep pour une place en finale. Elle est battue par cette dernière au terme d'une rencontre très disputée (3-6, 6-4, 7-9) de 2 h 20 où l'Allemande a obtenu 2 balles de match,. Grâce à son excellent parcours, Kerber revient dans le top 10, à la 9e place mondiale.
En février, Kerber revient au tournoi de Doha en tant que tête de série numéro 8. Elle se qualifie pour les quarts de finale après avoir passé Samantha Stosur et la tête de série numéro 10, Johanna Konta (1-6, 6-1, 6-3) en 1/8. Elle s'incline contre la no 1 mondiale, Caroline Wozniacki (6-74, 6-1, 3-6) dans un match accroché et un combat de plus de 2 h 20. La semaine suivante à Dubaï, elle passe facilement Barbora Strýcová et Sara Errani pour atteindre les quarts de finale. Elle passe la 5e
mondiale, Karolína Plíšková (6-4, 6-3), mais s'incline aux portes de la finale contre la future lauréate et no 4 mondiale, Elina Svitolina (3-6, 3-6) en 1 h 27.

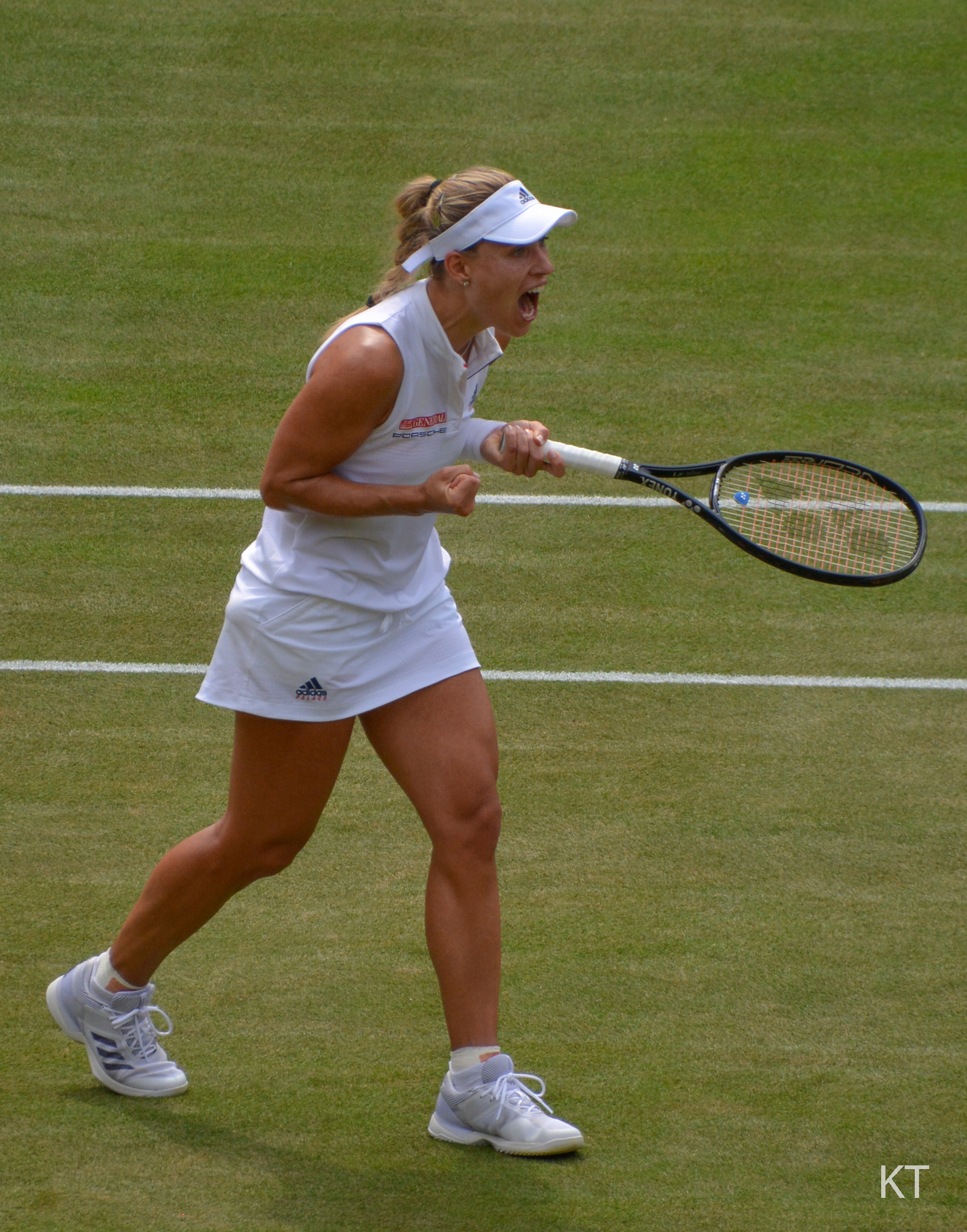
Angelique Kerber à Wimbledon en 2018.

Début des tournois en Amérique avec l'Open d'Indian Wells. Kerber qui est exemptée de 1er tour, passe en perdant un set contre Ekaterina Makarova (3-6, 6-4, 6-2), puis élimine la tenante du titre, Elena Vesnina (7-5, 6-2), avant de sortir la 7e mondiale, Caroline Garcia (6-1, 6-1) en tout juste une heure de jeu. Elle s'inclinera lourdement en 58 minutes contre la jeune Daria Kasatkina (0-6, 2-6). Elle atteint à nouveau les 1/4 de finale au tournoi de Miami mais s'incline (1-6, 2-6) en une heure de jeu contre la future lauréate, Sloane Stephens.
Elle revient en 1/4 de finale sur terre battue à Rome où elle s'incline de nouveau à ce stade (4-6, 4-6) contre la 4e mondiale, Elina Svitolina qui s'imposera en Italie. Puis aux Internationaux de France, Kerber atteint les quarts en passant notamment la joueuse en forme du moment, Kiki Bertens (7-64, 7-64) en plus de deux heures et la 7e mondiale, Caroline Garcia (6-2, 6-3) plus facilement en 1 h 07 de jeu. Elle affronte la no 1 mondiale, Simona Halep au terme d'un match qui se joue dans le premier set, avant de s'incliner (7-62, 3-6, 2-6) en 2 h 14 contre la future lauréate.
Angelique commence sa saison sur gazon à Eastbourne, en atteignant les demi-finales après une victoire difficile sur Daria Kasatkina au tour précédent (6-1, 63-7, 7-63). Elle s'incline au terme d'un gros bras de fer face à la no 2 mondiale, Caroline Wozniacki] (6-2, 64-7, 4-6) qui gagnera le tournoi. Vient par la suite le 3e Grand Chelem de l'année, le tournoi de Wimbledon. Au 1er tour, elle passe (7-5, 6-3) une ancienne finalistes de Grand Chelem, la Russe Vera Zvonareva, puis perd un set contre Claire Liu une autre qualifié et écarte la tête de série numéro 18, Naomi Osaka en deux sets pour aller en seconde semaine. Sur la suite de son parcours, elle franchit les obstacles Belinda Bencic (6-3, 7-65) et la 14e mondiale, Daria Kasatkina (6-3, 7-5) en une heure et demie pour atteindre le dernier carré. Elle se qualifie facilement (6-3, 6-3) en 1 h 08 pour sa deuxième finales à Wimbledon et sa 4e en Grand Chelem, après sa victoire sur la 12e mondiale, Jeļena Ostapenko,. Pour le titre, elle va affronter la tête de série numéro 25 (181e mondiale lors du tournoi) et ancienne no 1 mondiale, Serena Williams. Au terme d'une rencontre à sens unique, où l'Américaine fait beaucoup trop de fautes direct, l'Allemande s'impose facilement (6-3, 6-3) en 1 h 05 de jeu. Elle remporte son premier titre à Wimbledon et obtient son 3e titre du Grand Chelem, depuis son dernier sacre à l'US Open 2016. Elle devient aussi la première joueuse Allemande à remporter Wimbledon depuis Steffi Graf en 1996,. Au classement WTA du 16 juillet, après cette performance, Kerber remonte à la 4e place mondiale.
Après des défaites prématurées à Montréal et Cincinnati, elle s'incline au 3e tour de l'US Open face à Dominika Cibulková (6-3, 3-6, 3-6).
Le 21 octobre débute le Masters à Singapour placé dans le groupe rouge avec la no 4 mondiale Naomi Osaka, la no 6 Sloane Stephens et la no 9 Kiki Bertens. Pour son premier match, elle s'incline (6-1, 3-6, 4-6) en deux heures face à Bertens alors qu'elle maîtrisée la rencontre mais remporte son second match face à Osaka (6-4, 5-7, 6-4) en 2 h 31 au terme d'une grosse bataille. Elle est battue par Stephens (3-6, 3-6) en 1 h 41 pour son dernier match de poule face à la future finaliste.
Elle termine finalement l'année à la 2e place mondiale, avec en point d'orgue son titre à Wimbledon.

### 2019. Finales à Indian Wells et Eastbourne, mais manque de régularité et sortie du top 10
Angelique Kerber commence 2019 comme 2018 par une finale perdue à la Hopman Cup mais avec des victoires importantes en simple. Elle bat Garbiñe Muguruza (6-2, 3-6, 6-3), puis péniblement Alizé Cornet (5-7, 6-2, 6-4), après Ashleigh Barty (6-4, 6-4) et enfin, la Suissesse Belinda Bencic (6-4, 7-66).
Elle participe à son premier tournoi officiel à Sydney pour défendre sa couronne, mais qu'elle perd en quart de finale face à la 8e mondiale et futur lauréate, Petra Kvitová (4-6, 1-6).

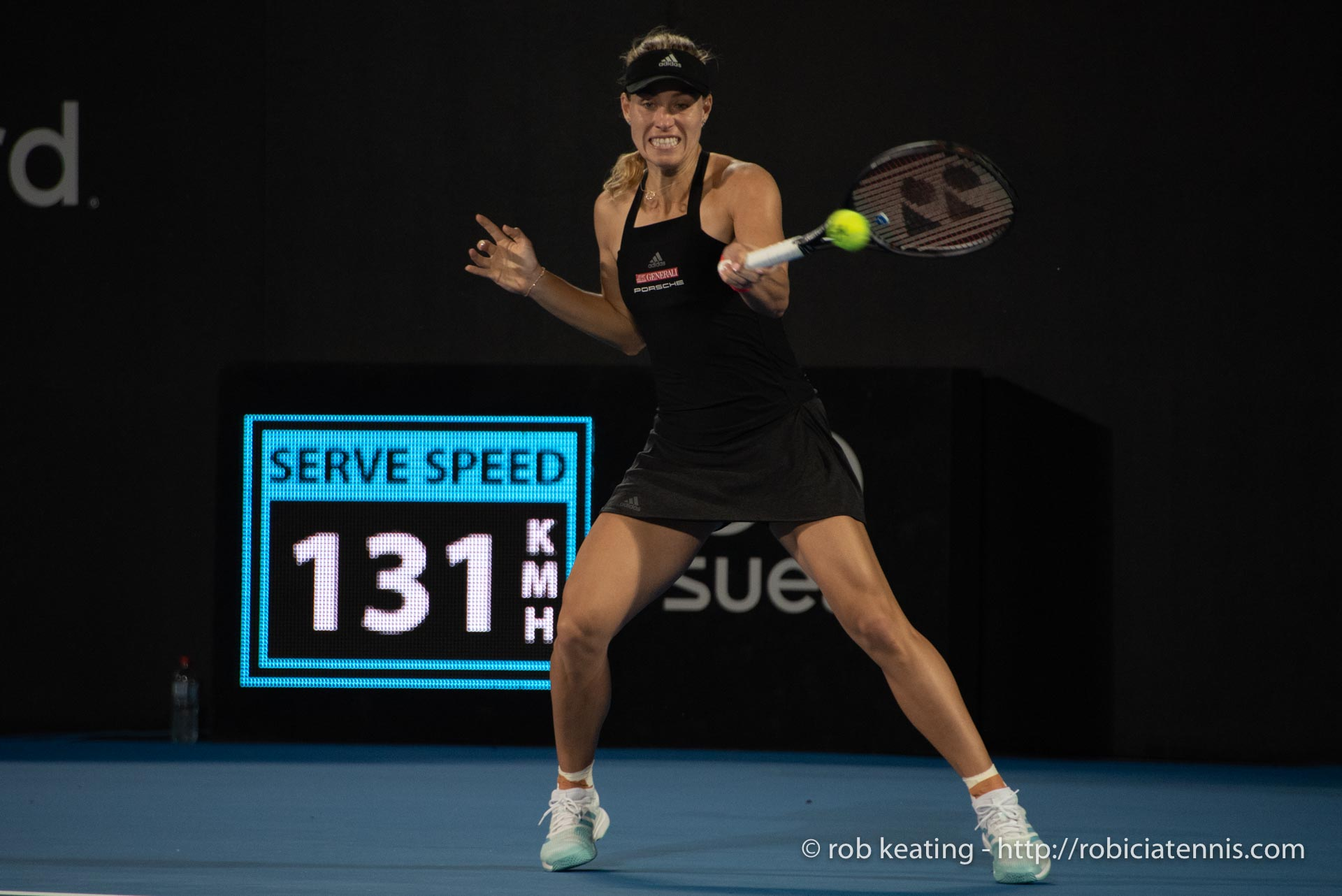
Angelique lors du Tournoi WTA Premier de Sydney

Son prochain tournoi n'est autre que l'Open d'Australie, où elle défend une demi-finale. Ses trois premiers tours impressionnent. Angie ne laisse en effet que 10 jeux à ses adversaires en trois matches, en remportant 36 au passage. Cependant, son huitième de finale est un échec. Surprise par une adversaire en pleine révélation sur le circuit, Danielle Collins, Kerber est éliminée 6-0 6-2.
Elle s'engage ensuite dans le tournoi Premier de Doha et y atteint les demi-finales à la suite de durs combats contre Kontaveit puis Strycova. Elle s'incline finalement 4-6, 6-2, 1-6 face à Elise Mertens, future lauréate de l'épreuve, en demi-finales.
Son tournoi de Dubaï est quant à lui un échec, s'inclinant en huitièmes contre la Taïwanaise Hsieh Su-wei 7-5, 4-6, 0-6.
Vient ensuite la tournée américaine sur dur, généralement propice à de bons résultats pour Kerber. À Indian Wells, elle bat successivement Aryna Sabalenka, Venus Williams puis Belinda Bencic en demi-finale sur un score de 6-4 6-2, se hissant pour la première fois de sa carrière en finale d'un Premier Mandatory, et ce malgré ses quatre finales en Grand Chelem. Elle retrouve en finale la grande révélation du tournoi, la canadienne d'origine roumaine Bianca Andreescu, ayant reçu une wild-card. Après une rencontre accrochée, lors de laquelle Kerber souffre aussi bien du coup droit surpuissant de son adversaire que du soleil californien, celle-ci finit par s'incliner 4-6 6-3 4-6, malgré avoir breaks son adversaire lorsque celle-ci servait pour le match à 5-3.
À Miami, Kerber, portée par de bons résultats part favorite. Cependant, le tirage au sort lui donne rendez-vous avec sa dernière adversaire en date, Andreescu, au troisième tour. Andreescu parvient une nouvelle fois à prendre le meilleur de son adversaire. L'émotivité de la canadienne et ses nombreuses rencontres avec le physio sur le terrain poussent Kerber à la traiter de "Drama queen" au filet à l'issue de la rencontre, geste dont elle s'excusera quelques jours plus tard.
Pour clore sa saison sur dur sur sol américain, Kerber se rend à Monterrey en tant que tête de série numéro 1. Elle y joue un bon tennis mais s'incline en demi-finales face à Victoria Azarenka, de retour sur le circuit et sans nul doute son adversaire la plus coriace. Angie n'est parvenue à la battre qu'une seule fois en 9 rencontres.
La saison sur terre battue, grand enjeu de Kerber qui pourrait réaliser son grand-chelem en carrière à l'occasion de Internationaux de France est un désastre. Revenant de maladie, elle s'incline en quart à Stuttgart face à Bertens 3-6, 4-6, un tournoi qu'elle a pourtant remporté à deux reprises en 2015 et 2016. À Madrid, elle commence parfaitement son tournoi en éliminant 6-3, 6-3 Tsurenko, mais s'étant blessée à l'entraînement, déclare forfait pour la suite du tournoi ainsi que pour Rome.
À Roland Garros, Angie, tête de série numéro 5 et défendant un quart de finale est éliminée au premier tour par Anastasia Potapova 4-6 2-6, encore diminuée par sa blessure.
Elle revient sur gazon, sa surface de prédilection, à Majorque. Elle bat successivement Bonaventure, Sharapova de retour de blessure et Caroline Garcia pour se hisser en demi-finale. Elle s'incline finalement face à Belinda Bencic 6-2, 6-7, 4-6 au terme d'une belle rencontre.
À Eastbourne la semaine suivante, elle se hisse à nouveau en demi-finales, sa quatrième de suite sur gazon, battant successivement Stosur, Peterson et finalement sa grande rivale Simona Halep, sur un score net de 6-4, 6-3, au cours d'une magnifique performance, saluée par les commentateurs. Le 28 juin, elle atteint la finale en bénéficiant d'un walkover face à Ons Jabeur. Cependant, le lendemain, elle s'incline rapidement (1h13) face à Karolína Plíšková en deux sets (6-1, 6-4).
Lors du tournoi de Wimbledon, elle bat aisément Tatjana Maria en deux sets (6-4, 6-3) mais est sortie sèchement dès le deuxième tour par Lauren Davis, cette fois en trois sets (6-2, 2-6, 1-6).
La tournée américaine est à liage de toute sa saison, une grande déception pour une joueuse de son rang. Elle est éliminée dès le premier tour aussi bien à Toronto, Cincinnati ou à l'US Open, tournois où elle avait au moins atteint une fois les demi-finales par le passé. Angie ne pointe plus qu'à la 15e place au lendemain de l'US Open et  à la 16e place de la Race, l'éloignant un peu plus du masters de fin d'année.
Au lendemain de l'US Open, Angie annonce avoir retrouvé un coach en la personne de Dirk Dier, membre de l'équipe allemande de Fed Cup.
Elle ouvre la tournée asiatique par le tournoi de Zhengzhou en Chine où elle reçoit une invitation. Elle est cependant sortie dès le premier tour par l'américaine Alison Riske malgré un bon match en trois sets serrés 5-7, 6-4, 7-6 pour Riske. Il s'agit de la cinquième défaite consécutive pour Kerber et de la quatrième consécutive au premier tour d'un tournoi.
La semaine suivante, excepté de premier tour, elle bat Nicole Gibbs au premier tour au tournoi d'Osaka, ce qui constitue sa première victoire depuis juillet. Elle remporte ensuite son quarte de finale contre Madison Keys et se qualifie pour sa première demi-finale depuis Majorque en juin, sa cinquième de l'année. Elle y est éliminée sèchement par Anastasia Pavlyuchenkova. C'est sa septième défaite contre cette joueuse en quatorze confrontations.
Malgré une semaine positive au Japon, Kerber qui pouvait nourrir encore quelques espoirs pour le Master de fin d'année est une nouvelle fois battue d'entrée , en Chine à Wuhan, par Monica Puig, la même qui l'avait privée de l'or olympique en 2016 à Rio. C'est la sixième défaite au premier tour en 2019. Après cette défaite, Kerber ne pointe plus qu'à la 13e place mondiale et à la 16e place de la race. Ayant plus que deux tournois à jouer avant la fin de la saison, une participation aux WTA Finals devient impossible. Une participation au Master Bis de Zuhai est quant à elle très probable.
Kerber s'engage ensuite au tournoi Premier Mandatory de Pékin. Elle se qualifie laborieusement pour le second tour en éliminant la locale Shuai Zhang, puis s'incline sèchement 6-4 6-2 contre Polona Hercog. Ce match sera son dernier match de la saison, Angie décidera en effet de déclarer forfait pour le Tournoi de Luxembourg. Ainsi, sa participation au masters bis est compromise et sa place dans le top 15 de fin d'année aussi. Elle finira sa saison à la 20e place mondiale, évitant ainsi de justesse une sortie du top 20 semblable à celle de novembre 2017.
Après des vacances en novembre, elle commence à s'entraîner avec son nouveau coach Dieter Kindlmann et à s'investir pour le nouveau tournoi sur gazon de Bad-Homburg (WTA International).

### 2020. Deux huitièmes en Grand Chelem à Melbourne et New York, résultats locaux décevants
Kerber commence sa saison par une exhibition, le tournoi de Hawaï, aux côtés de Maria Sharapova notamment.

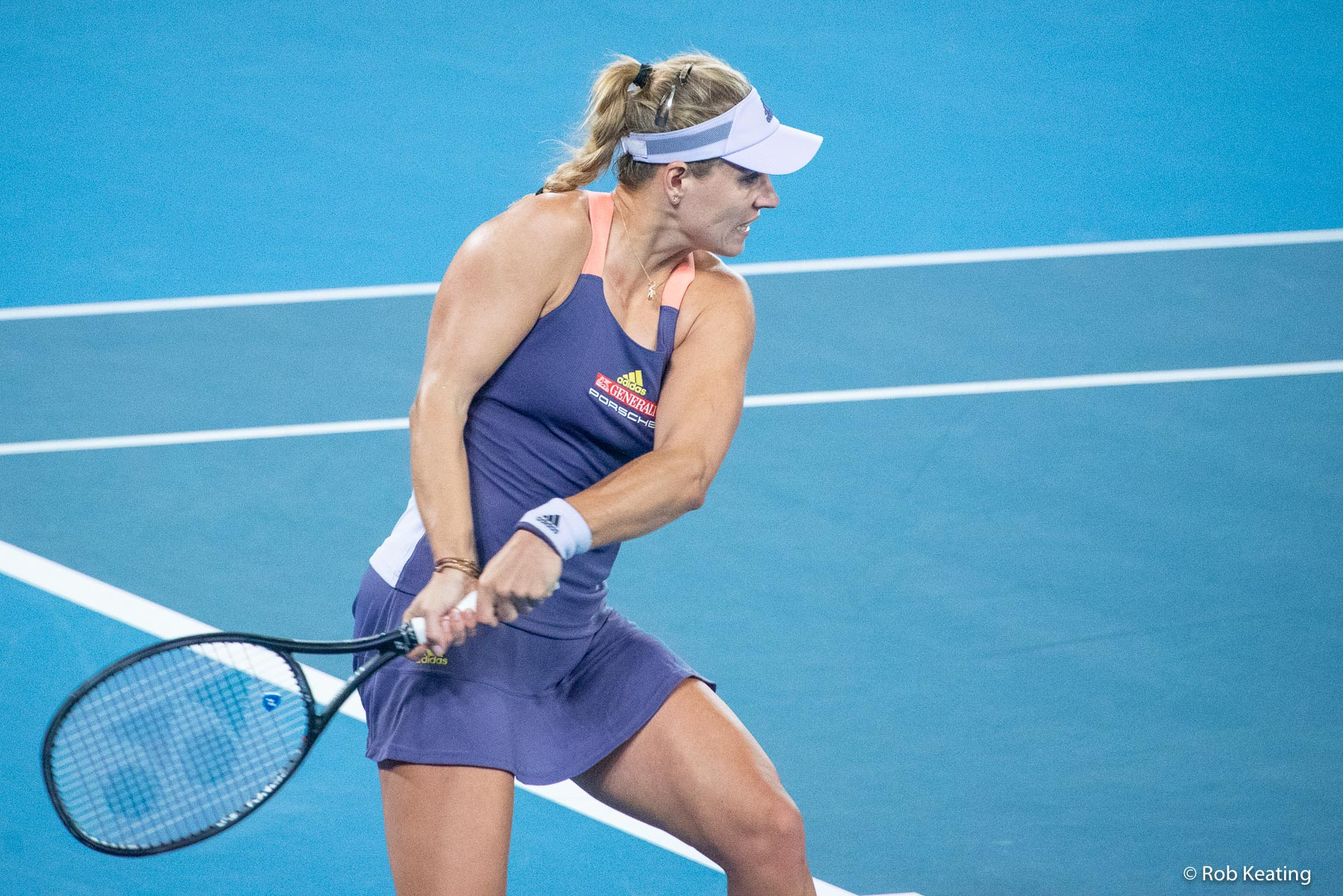
Angelique Kerber à l'Open d'Australie 2020.

Sur le circuit WTA, elle s'engage au tournoi de Brisbane (WTA Premier) le 6 janvier, en préparation à l'Open d'Australie. Elle se fait sortir en deux tie breaks par la locale Sam Stosur, au terme d'un match d'un bon niveau dans lequel Angie n'a cependant pas su saisir ses opportunités.
Elle joue dès le 12 janvier au nouveau tournoi d'Adélaïde où elle commence par un double d'exhibition aux côtés de Simona Halep et des numéros un de double masculin, Juan Sebastian Cabal et Robert Farah. Les gains réalisés lors de cette exhibition seront reversés à la Croix-rouge australienne dans le cadre des terribles incendies qui frappent le pays.
À l'occasion de ce nouveau tournoi WTA Premier d'Adélaïde, Angelique, 9e tête de série, remporte son premier match contre la chinoise Wang Qiang, 28e joueuse mondiale, sur le score de 6-1, 6-3, mais abandonne au tour suivant, blessée à la cuisse.
L'allemande est donc incertaine, à quelques jours de l'entame du premier Grand Chelem de la saison. Cependant, elle rassure dès son entrée en lice en battant la jeune qualifiée Elisabetta Cocciaretto 6-2, 6-2. Au second tour, elle poursuit sur sa lancée en dominant la wild-card australienne Priscilla Hon 6-3 6-2. En seizièmes de finale, Kerber est opposée à Camila Giorgi, une joueuse d'un meilleur calibre, qui venait de sortir Svetlana Kuznetsova en deux manches. Angie la bat cependant 6-2, 6-7, 6-3. En huitièmes de finale, elle doit affronter Anastasia Pavlyuchenkova, une des joueuses du circuit lui posant le plus de soucis. Celle-ci mène en effet Kerber dans leurs confrontations sur dur. Malgré une belle résistance et une remontée impressionnante dans le premier set dans lequel elle était menée 2-5, Kerber s'incline sur le score de 7-6, 6-7, 2-6. Elle échoue donc à se qualifier pour un troisième quart de finale à Melbourne en cinq éditions du tournoi. Cependant, son parcours dans le premier grand chelem de la saison est rassurant, montrant que Kerber est toujours capable d'enchaîner des matches.

### 2021. Demi-finale à Wimbledon et Cincinnati, premier titre à Bad Homburg en trois ans et bref retour dans le top 10

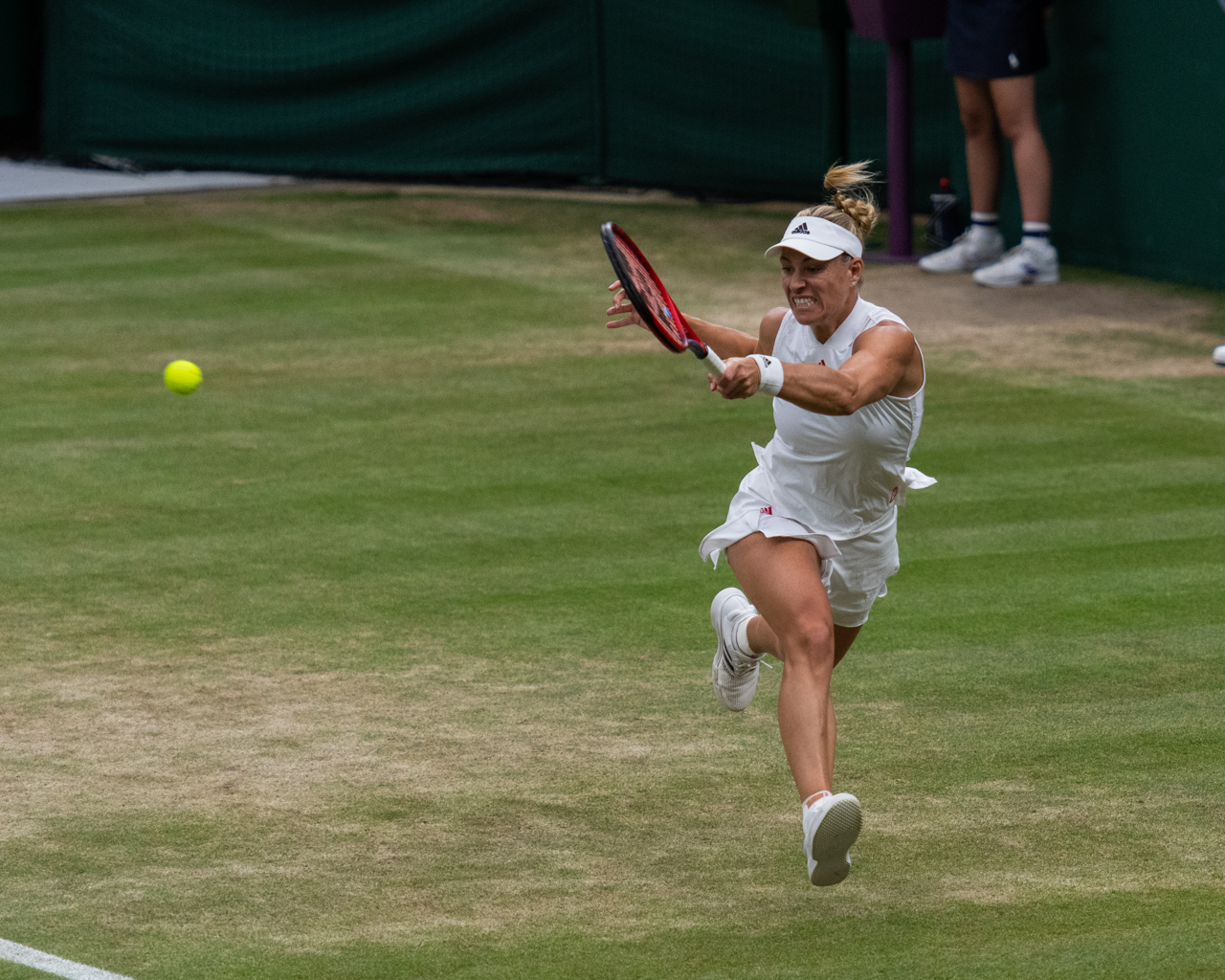
Angelique Kerber en action lors du tournoi de Wimbledon 2021 où elle se hisse jusqu'en demi-finales.

Angelique Kerber entame la saison 2021 à la 25e place, soit son plus mauvais classement depuis le début de la saison 2012. Entre 2012 et 2019, elle a toujours figuré dans le top 10 mondial. 2020 et 2021 ont fait entorse à cette constance. Elle n'a pas atteint de finale sur le circuit depuis Eastbourne en juin 2019 et remporté le moindre titre depuis son sacre à Wimbledon en juillet 2018.
Néanmoins, sa motivation reste intacte et sa préparation a été selon ses dires une des plus intenses de ces dernières années. Malgré une quarantaine complète de 14 jours lors de son arrivée à Melbourne (un passager de son vol ayant été testé positif au Covid-19), elle remporte son premier tour au Grampians Trophy organisé pour les joueuses ayant subi une quarantaine complète. Elle s'impose contre Kateřina Siniaková (6-3, 4-6, 6-3) au premier tour, puis contre Ons Jabeur, adversaire pourtant en grande forme, (6-4, 6-4) en huitièmes de finale, s'inclinant au tour suivant contre la Grecque María Sákkari (4-6, 2-6). Les semaines suivantes sont difficiles avec un échec dès le premier tour à l'Open d'Australie contre l'Américaine Bernarda Pera (0-6, 4-6) et Dubaï, contre la Française Caroline Garcia (6-3, 2-6, 4-6) et aux seconds tours de Doha contre l'Estonienne Anett Kontaveit, autrice de sa meilleur saison en carrière (1-6, 4-6) et de Miami contre Victoria Azarenka, finaliste du dernier US Open (5-7, 2-6).
La tournée sur terre n'est pas vraiment meilleur, elle s'incline également aux seconds tours de Stuttgart (contre la numéro cinq mondiale Elina Svitolina) et Madrid (contre Petra Kvitová, demi-finaliste l'année passée à Roland Garros). Elle gagne deux matchs consécutifs pour la première fois depuis quatre mois à Madrid contre la qualifiée Française Alizé Cornet (6-2, 7-5) et profitant surtout de l'abandon de la Roumaine Simona Halep, numéro trois mondiale avant de subir la loi de la Lettone Jeļena Ostapenko, ancienne vainqueur de Roland Garros (6-4, 3-6, 4-6) au troisième tour. Elle se fait surprendre comme à l'Open d'Australie d'entrée Porte d'Auteuil par la qualifiée Anhelina Kalinina, 139e mondiale et qui dispute pour la première fois le tournoi parisien (2-6, 4-6). Elle commence la tournée sur gazon de manière peu reluisante à Berlin, sortie par Victoria Azarenka (3-6, 5-7), qui remporte ainsi leur dixième et dernier duel en carrière.
Néanmoins l'Allemande rebondit toujours chez elle à Bad Hombourg, où elle sort facilement Ekaterina Yashina (6-1, 6-1) et Anna Blinkova (6-0, 6-2) avant de renverser l'Américaine Amanda Anisimova (2-6, 6-3, 6-3) et la tête de série numéro une Petra Kvitová (3-6, 6-4, 7-6), double lauréate de Wimbledon pour se hisser en finale, la première depuis deux ans. Elle remporte tranquillement son dernier match du tournoi contre Kateřina Siniaková qui dispute sa première finale sur gazon (6-3, 6-2) pour repartir avec un treizième titre en carrière. Elle continue sur sa lancée avec le tournoi de Wimbledon où elle se débarrasse de la Serbe Nina Stojanović (6-4, 6-3) qui joue pour la première fois au Temple avant de lutter contre Sara Sorribes Tormo (7-5, 5-7, 6-4) et de renverser la Biélorusse Aliaksandra Sasnovich (2-6, 6-0, 6-1). Elle sort en huitièmes de finale la très jeune Coco Gauff (6-4, 6-4) puis la Tchèque Karolína Muchová (6-2, 6-3), demi-finaliste en début d'année à l'Open d'Australie, remportant ainsi son dixième match consécutif en carrière. Elle dispute la dernière demi-finale en Majeur de sa carrière contre la numéro une mondiale Ashleigh Barty (3-6, 6-7) qui remporte quelques jours plus tard son deuxième Grand Chelem en carrière.
Plus d'un mois après, elle reprend le circuit à Cincinnati et montre qu'elle n'a pas perdu sa forme, effaçant la Grecque María Sákkari (6-2, 6-2) et l'Ukrainienne Elina Svitolina, sixième mondiale (7-5, 2-6, 6-4). Elle renverse et prend sa revanche sur Jeļena Ostapenko (4-6, 6-2, 7-5) puis contre la Tchèque Petra Kvitová en demi-finale. Son dernier duel contre la Tchèque ne va pas à son terme puisque cette dernière abandonne (6-4, 3-3 ab.). Comme au Temple, Ashleigh Barty met fin à son parcours en demi-finale (2-6, 5-7), pour sa dernière participation au tournoi. Attendue comme une outsider à New York, elle bat d'abord deux Ukrainiennes, Dayana Yastremska (3-6, 6-4, 7-6) et Anhelina Kalinina (6-3, 6-2) avant de sortir l'ancienne lauréate Sloane Stephens (5-7, 6-2, 6-3) au troisième tour. Alors qu'elle a un tableau ouvert, elle se fait surprendre par la jeune Canadienne Leylah Fernandez (6-4, 6-7, 2-6) qui atteindra lors du tournoi sa première finale en Majeur que l'Allemande dispute elle pour la dernière fois.
Malgré un échec à Ostrava d'entrée contre Jil Teichmann (2-6, 3-6), elle fait un bon parcours à Indian Wells, en octobre, parvenant jusqu'en quarts après des victoires sur Kateřina Siniaková pour la troisième fois de la saison (6-1, 6-7, 7-5), Daria Kasatkina (6-2, 1-6, 6-4) et Ajla Tomljanović (6-4, 6-1), s'inclinant seulement contre l'Espagnole Paula Badosa, future vainqueur en terre californienne (4-6, 5-7).

### 2022. 14eet dernier titre à Strasbourg
Elle commence l'année difficilement avec un échec dès le premier tour à l'Open d'Australie contre la 115e mondiale Kaia Kanepi (4-6, 3-6) qui finira quart de finaliste du tournoi, et un autre match perdu contre Jil Teichmann, finaliste l'année passée à Cincinnati, après avoir mené une manche à zéro (6-4, 3-6, 2-6) à Doha.
Elle remporte son premier match à Indian Wells, luttant contre la jeune Zheng Qinwen (6-2, 5-7, 6-4), qui sera récompensée en fin de saison du titre de Révélation de l'année, puis écrase la Russe Daria Kasatkina (6-2, 6-1). Elle parvient à arracher un set à la numéro quatre mondiale Iga Świątek (6-4, 2-6, 3-6), qui commence une série de 37 victoires consécutives et qui remportera Roland Garros et l'US Open cette saison là.
Elle se présente à Strasbourg, en mai, avec aucune nouvelle victoire supplémentaire et trois échecs d'entrée à Miami contre l'ancienne numéro une Naomi Osaka (2-6, 3-6), à Stuttgart contre la numéro six mondiale Anett Kontaveit (6-3, 4-6, 4-6) et à Rome où elle joue la jeune Américaine Coco Gauff, finaliste quelques semaines plus tard à Roland Garros (1-6, 4-6). Elle remporte son premier match contre la jeune locale Diane Parry (6-3, 6-4) avant de vaincre en trois sets la Biélorusse Aliaksandra Sasnovich (6-2, 3-6, 6-4) et la Polonaise Magda Linette (6-2, 4-6, 6-4). Elle profite de l'abandon d'Océane Dodin (7-6, 1-0 ab.) en demi-finale pour jouer une première finale cette saison. Elle rencontre la Slovène Kaja Juvan, qui dispute sa première finale sur le circuit et gagne au terme d'une rencontre extrêmement serrée (7-6, 6-7, 7-6) son quatorzième et dernier titre en carrière, le premier depuis six ans sur terre battue. 
Elle s'incline au troisième tour à Roland-Garros contre la revancharde Aliaksandra Sasnovich en deux sets (4-6, 6-7)  après avoir renversé Magdalena Fręch (2-6, 6-3, 7-5) et vaincu la Française Elsa Jacquemot, 215e mondiale (6-1, 7-6), ce qui constitue son dernier match remporté Porte d'Auteuil. 

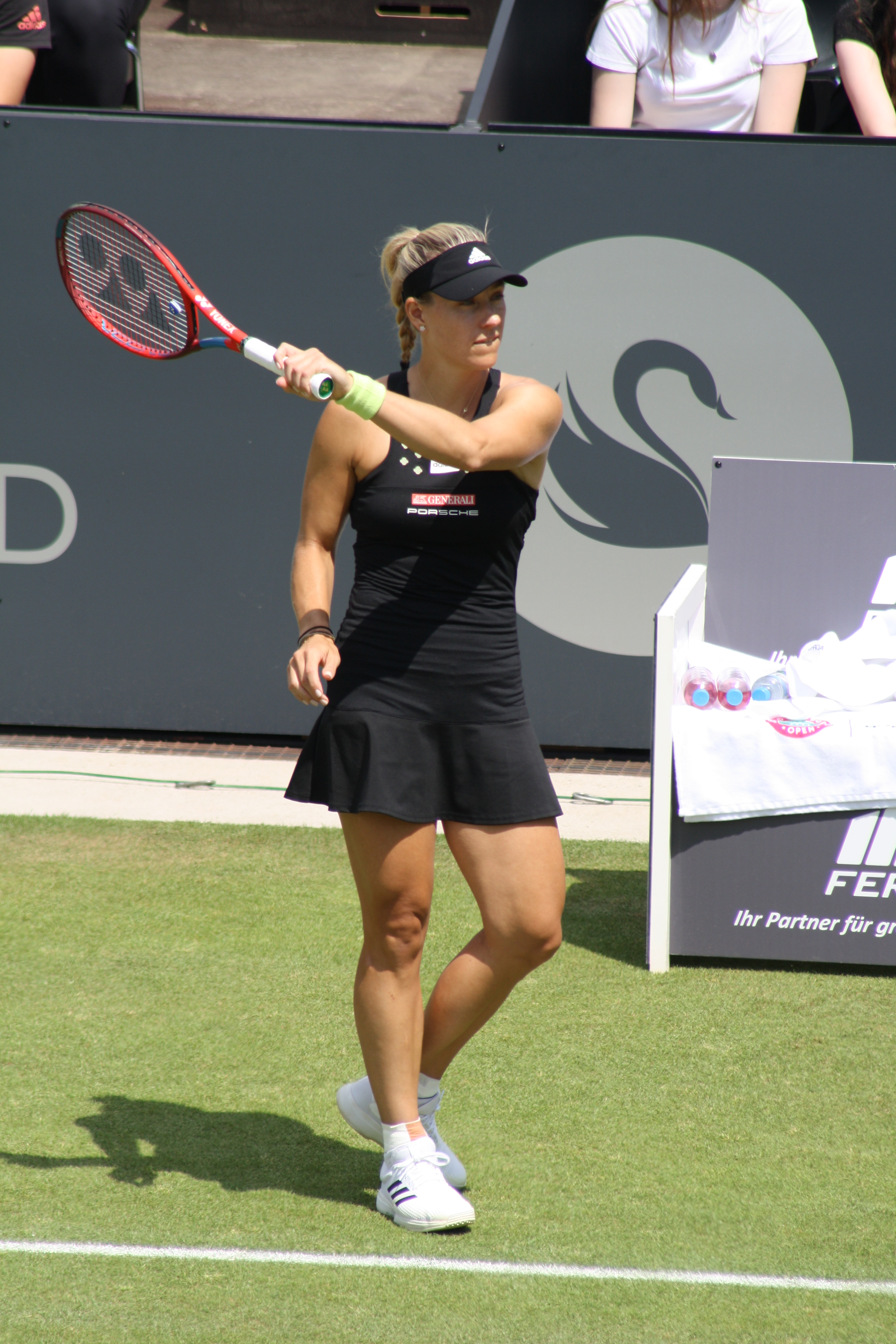
Angélique Kerber défendant son titre à Bad Homburg.

Elle défend mi-juin son titre à Bad Homburg et sort Anastasia Gasanova (6-2, 6-2) et Lucia Bronzetti (6-2, 6-3) mais perd contre la Française Alizé Cornet (4-6, 6-2, 1-6) en quarts.
Elle est battue également lors de son troisième match au tournoi de Wimbledon par la Belge Elise Mertens (4-6, 5-7) après avoir sorti l'ancienne Top 10 Kristina Mladenovic (6-0, 7-5) et gagné son dernier match en Grand Chelem contre la Polonaise Magda Linette (6-3, 6-3).
En août, elle annonce qu'elle est enceinte et ne participera donc pas à l'US Open. Fin novembre, elle annonce qu'elle reviendra sur le circuit en 2023 après la naissance de son enfant.

### 2024. Retour sur le circuit et retraite
Après un an et demi d'absence, elle effectue son retour lors de la United Cup et affronte la numéro une Iga Świątek contre qui elle s'incline logiquement (3-6, 0-6). Elle renverse le cours du jeu contre la locale Ajla Tomljanović (4-6, 6-2, 7-6), 290e mondiale mais s'incline lors de ses trois matchs suivants dans la compétition, contre María Sákkari (0-6, 3-6), neuvième mondiale, Caroline Garcia (6-1, 2-6, 2-6) et Jasmine Paolini (4-6, 5-7), future finaliste de deux Majeurs cette saison.
Elle s'incline au premier tour pour son dernier Open d'Australie contre une autre joueuse qui prendra sa retraite lors de la saison, l'ancienne finaliste Danielle Collins (2-6, 6-3, 1-6) ainsi qu'à Linz face à Lucia Bronzetti (1-6, 3-6). Elle parvient à rebondir à Indian Wells contre Petra Martić (6-3, 6-4) mais surtout au tour suivant où elle renverse la numéro dix mondiale Jeļena Ostapenko (5-7, 6-3, 6-3) ce qui constitue sa dernière victoire contre une Top 10 en carrière. Elle enchaîne avec une troisième rencontre gagnée contre Veronika Kudermetova (6-4, 7-5) et joue en huitièmes de finale pour l'ultime fois de sa carrière sa rivale, elle aussi sur le retour, Caroline Wozniacki. Elle s'incline à ce stade (4-6, 2-6). Deux nouvelles défaites contre l'ancienne numéro quatre Sloane Stephens (2-6,  3-6) à Miami et contre une autre joueuse qui revient à la compétition, Emma Raducanu, 303e mondiale à Stuttgart (2-6, 1-6) sont enregistrées par l'Allemande qui retrouve ses sensations lors du tournoi de Rome où elle ne laisse que des miettes à Lauren Davis (6-1, 6-0) et Veronika Kudermetova (6-3, 6-0) et efface également la Biélorusse Aliaksandra Sasnovich (6-3, 7-6). Elle doit céder en huitièmes contre Iga Świątek, vainqueur récente de Madrid et future lauréate du tournoi et de Roland Garros.
Après de nouvelles défaites à Roland Garros contre Arantxa Rus (4-6, 3-6), à Berlin face à la jeune Linda Nosková (6-7, 6-2, 4-6), à Bad Homburg contre Diana Shnaider (5-7, 3-6), futur vainqueur, et à Wimbledon contre Yulia Putintseva (5-7, 3-6), elle annonce prendre sa retraite fin juillet à l'issue des Jeux Olympiques de Paris 2024 qui ont lieu quelques jours plus tard. Elle hérite d'un tirage compliqué avec la Japonaise Naomi Osaka mais vainc l'ancienne numéro une (7-5, 6-3) puis sort la Roumaine Jaqueline Cristian (6-4, 3-6, 6-4) et la Canadienne Leylah Fernandez (6-4, 6-3) pour se hisser jusqu'en quarts de finale. Elle s'incline, non sans lutter après plus de trois heures de jeu contre la jeune Zheng Qinwen, numéro sept mondiale (7-6, 4-6, 6-7) et futur médaillée d'or pour son dernier match en carrière.

## Style de jeu
Angelique Kerber est une joueuse de fond de court. Elle base son jeu sur ses excellents déplacements et sa bonne anticipation. Angie est aussi une attaquante redoutée qui possède une puissance dans la moyenne de la WTA mais également une qualité de contre exceptionnelle, due à la courte préparation de ses coups qui lui permet de conserver la puissance de la balle adverse et ainsi de pouvoir réaliser un grand nombre de coups gagnants en position défensive. Cependant, elle possède une volée moyenne ainsi qu'un des seconds services les plus fragiles du circuit avec des balles chronométrées en dessous des 100 km/h.

## Palmarès

### Titres en simple dames
| No | Date       | Nom et lieu du tournoi                   | Catégorie | Dotation     | Surface      | Finaliste          | Score            |          |
| -- | ---------- | ---------------------------------------- | --------- | ------------ | ------------ | ------------------ | ---------------- | -------- |
| 1  | 06-02-2012 | Open GDF Suez, Paris                     | Premier   | 637 000 $    | Dur (int.)   | Marion Bartoli     | 7-63, 5-7, 6-3   | Parcours |
| 2  | 09-04-2012 | e-Boks Open, Copenhague                  | Intern'l  | 220 000 $    | Dur (int.)   | Caroline Wozniacki | 6-4, 6-4         | Parcours |
| 3  | 07-10-2013 | Generali Ladies, Linz                    | Intern'l  | 235 000 $    | Dur (int.)   | Ana Ivanović       | 6-4, 7-66        | Parcours |
| 4  | 06-04-2015 | Family Circle Cup, Charleston            | Premier   | 731 000 $    | Terre (ext.) | Madison Keys       | 6-2, 4-6, 7-5    | Parcours |
| 5  | 20-04-2015 | Porsche Tennis Grand Prix, Stuttgart     | Premier   | 731 000 $    | Terre (int.) | Caroline Wozniacki | 3-6, 6-1, 7-5    | Parcours |
| 6  | 15-06-2015 | Aegon Classic, Birmingham                | Premier   | 731 000 $    | Gazon (ext.) | Karolína Plíšková  | 6-75, 6-3, 7-64  | Parcours |
| 7  | 03-08-2015 | Bank of the West Classic, Stanford       | Premier   | 731 000 $    | Dur (ext.)   | Karolína Plíšková  | 6-3, 5-7, 6-4    | Parcours |
| 8  | 18-01-2016 | Australian Open, Melbourne               | G. Chelem | 14 835 728 $ | Dur (ext.)   | Serena Williams    | 6-4, 3-6, 6-4    | Parcours |
| 9  | 18-04-2016 | Porsche Tennis Grand Prix, Stuttgart     | Premier   | 759 000 $    | Terre (int.) | Laura Siegemund    | 6-4, 6-0         | Parcours |
| 10 | 29-08-2016 | US Open, Flushing Meadows                | G. Chelem | 22 102 700 $ | Dur (ext.)   | Karolína Plíšková  | 6-3, 4-6, 6-4    | Parcours |
| 11 | 07-01-2018 | Sydney International, Sydney             | Premier   | 799 000 $    | Dur (ext.)   | Ashleigh Barty     | 6-4, 6-4         | Parcours |
| 12 | 02-07-2018 | The Championships, Wimbledon             | G. Chelem | 13 039 000 $ | Gazon (ext.) | Serena Williams    | 6-3, 6-3         | Parcours |
| 13 | 20-06-2021 | Bad Homburg Open, Bad Homburg            | WTA 250   | 235 238 $    | Gazon (ext.) | Kateřina Siniaková | 6-3, 6-2         | Parcours |
| 14 | 15-05-2022 | Internationaux de Strasbourg, Strasbourg | WTA 250   | 203 024 €    | Terre (ext.) | Kaja Juvan         | 7-65, 60-7, 7-65 | Parcours |

### Finales en simple dames
| No | Date       | Nom et lieu du tournoi                         | Catégorie     | Dotation     | Surface      | Vainqueure               | Score          |          |
| -- | ---------- | ---------------------------------------------- | ------------- | ------------ | ------------ | ------------------------ | -------------- | -------- |
| 1  | 15-02-2010 | Copa BBVA-Colsanitas, Bogota                   | Intern'l      | 220 000 $    | Terre (ext.) | Mariana Duque Mariño     | 6-4, 6-3       | Parcours |
| 2  | 18-06-2012 | Aegon International, Eastbourne                | Premier       | 637 000 $    | Gazon (ext.) | Tamira Paszek            | 5-7, 6-3, 7-5  | Parcours |
| 3  | 13-08-2012 | Western & Southern Open, Cincinnati            | Premier 5     | 2 168 400 $  | Dur (ext.)   | Li Na                    | 1-6, 6-3, 6-1  | Parcours |
| 4  | 01-04-2013 | Whirlpool Monterrey Open, Monterrey            | Intern'l      | 235 000 $    | Dur (ext.)   | A. Pavlyuchenkova        | 4-6, 6-2, 6-4  | Parcours |
| 5  | 22-09-2013 | Toray Pan Pacific Open, Tokyo                  | Premier 5     | 2 369 000 $  | Dur (ext.)   | Petra Kvitová            | 6-2, 0-6, 6-3  | Parcours |
| 6  | 05-01-2014 | Apia International Sydney, Sydney              | Premier       | 710 000 $    | Dur (ext.)   | Tsvetana Pironkova       | 6-4, 6-4       | Parcours |
| 7  | 10-02-2014 | Qatar Total Open 2014, Doha                    | Premier 5     | 2 440 070 $  | Dur (ext.)   | Simona Halep             | 6-2, 6-3       | Parcours |
| 8  | 16-06-2014 | Aegon International, Eastbourne                | Premier       | 710 000 $    | Gazon (ext.) | Madison Keys             | 6-3, 3-6, 7-5  | Parcours |
| 9  | 28-07-2014 | Bank of the West Classic, Stanford             | Premier       | 710 000 $    | Dur (ext.)   | Serena Williams          | 7-61, 6-3      | Parcours |
| 10 | 12-10-2015 | Prudential Hong Kong Tennis Open, Hong Kong    | Intern'l      | 250 000 $    | Dur (ext.)   | Jelena Janković          | 3-6, 7-64, 6-1 | Parcours |
| 11 | 03-01-2016 | Brisbane International by Suncorp, Brisbane    | Premier       | 1 000 000 $  | Dur (ext.)   | Victoria Azarenka        | 6-3, 6-1       | Parcours |
| 12 | 27-06-2016 | The Championships, Wimbledon                   | G. Chelem     | 19 174 575 $ | Gazon (ext.) | Serena Williams          | 7-5, 6-3       | Parcours |
| 13 | 06-08-2016 | Olympic Tennis Event, Rio de Janeiro           | J. olympiques | NC           | Dur (ext.)   | Mónica Puig              | 6-4, 4-6, 6-1  | Parcours |
| 14 | 15-08-2016 | Western & Southern Open, Cincinnati            | Premier 5     | 2 804 000 $  | Dur (ext.)   | Karolína Plíšková        | 6-3, 6-1       | Parcours |
| 15 | 23-10-2016 | BNP Paribas WTA Finals by SC Global, Singapour | Masters       | 7 000 000 $  | Dur (int.)   | Dominika Cibulková       | 6-3, 6-4       | Parcours |
| 16 | 03-04-2017 | Abierto GNP Seguros, Monterrey                 | Intern'l      | 250 000 $    | Dur (ext.)   | Anastasia Pavlyuchenkova | 6-4, 2-6, 6-1  | Parcours |
| 17 | 06-03-2019 | BNP Paribas Open, Indian Wells                 | PREMIER*      | 8 359 455 $  | Dur (ext.)   | Bianca Andreescu         | 6-4, 3-6, 6-4  | Parcours |
| 18 | 23-06-2019 | Nature Valley International, Eastbourne        | Premier       | 933 612 $    | Gazon (ext.) | Karolína Plíšková        | 6-1, 6-4       | Parcours |

### Finales en double dames
| No | Date       | Nom et lieu du tournoi                     | Catégorie | Dotation    | Surface      | Vainqueures                        | Partenaire      | Score    |          |
| -- | ---------- | ------------------------------------------ | --------- | ----------- | ------------ | ---------------------------------- | --------------- | -------- | -------- |
| 1  | 15-06-2008 | Ordina Open Bois-le-Duc                    | Tier III  | 175 000 $   | Gazon (ext.) | Marina Erakovic Michaëlla Krajicek | Līga Dekmeijere | 6-3, 6-2 | Parcours |
| 2  | 03-01-2016 | Brisbane International by Suncorp Brisbane | Premier   | 1 000 000 $ | Dur (ext.)   | Martina Hingis Sania Mirza         | Andrea Petkovic | 7-5, 6-1 | Parcours |

### Finales en double mixte
| No | Date       | Nom et lieu du tournoi        | Catégorie | Dotation      | Surface    | Vainqueures                  | Partenaire       | Score        |          |
| -- | ---------- | ----------------------------- | --------- | ------------- | ---------- | ---------------------------- | ---------------- | ------------ | -------- |
| 1  | 30-12-2017 | Hyundai Hopman Cup XXX Perth  | ITF       | 1 000 000 AU$ | Dur (int.) | Belinda Bencic Roger Federer | Alexander Zverev | 2 matchs à 1 | Parcours |
| 2  | 29-12-2018 | Hyundai Hopman Cup XXXI Perth | ITF       | 1 000 000 AU$ | Dur (int.) | Belinda Bencic Roger Federer | Alexander Zverev | 2 matchs à 1 | Parcours |

## Parcours en Grand Chelem

### Victoires (3)
| Année | Tournoi          | Adversaire en finale | Score         |
| 2016  | Open d'Australie | Serena Williams      | 6-4, 3-6, 6-4 |
| 2016  | US Open          | Karolína Plíšková    | 6-3, 4-6, 6-4 |
| 2018  | Wimbledon        | Serena Williams      | 6-3, 6-3      |

### Finale (1)
| Année | Tournoi   | Adversaire en finale | Score    |
| 2016  | Wimbledon | Serena Williams      | 5-7, 3-6 |

### En simple dames
| Année | Open d'Australie | Open d'Australie         | Internationaux de France | Internationaux de France | Wimbledon       | Wimbledon           | US Open         | US Open              |
| ----- | ---------------- | ------------------------ | ------------------------ | ------------------------ | --------------- | ------------------- | --------------- | -------------------- |
| 2007  | Q1               | Julia Vakulenko          | 1er tour (1/64)          | Elena Dementieva         | 1er tour (1/64) | Anna Chakvetadze    | 1er tour (1/64) | Serena Williams      |
| 2008  | 2e tour (1/32)   | Francesca Schiavone      | 1er tour (1/64)          | Dominika Cibulková       | 1er tour (1/64) | Elena Baltacha      | Q1              | Shenay Perry         |
| 2009  | 1er tour (1/64)  | Venus Williams           | Q2                       | Yvonne Meusburger        | Q2              | Naomi Cavaday       | 2e tour (1/32)  | M. J. Martínez       |
| 2010  | 3e tour (1/16)   | Svetlana Kuznetsova      | 2e tour (1/32)           | Aravane Rezaï            | 3e tour (1/16)  | Jarmila Gajdošová   | 1er tour (1/64) | Gisela Dulko         |
| 2011  | 1er tour (1/64)  | Dominika Cibulková       | 1er tour (1/64)          | Edina Gallovits          | 1er tour (1/64) | Laura Robson        | 1/2 finale      | Samantha Stosur      |
| 2012  | 3e tour (1/16)   | Maria Sharapova          | 1/4 de finale            | Sara Errani              | 1/2 finale      | Agnieszka Radwańska | 1/8 de finale   | Sara Errani          |
| 2013  | 1/8 de finale    | Ekaterina Makarova       | 1/8 de finale            | Svetlana Kuznetsova      | 2e tour (1/32)  | Kaia Kanepi         | 1/8 de finale   | Carla Suárez Navarro |
| 2014  | 1/8 de finale    | Flavia Pennetta          | 1/8 de finale            | Eugenie Bouchard         | 1/4 de finale   | Eugenie Bouchard    | 3e tour (1/16)  | Belinda Bencic       |
| 2015  | 1er tour (1/64)  | Irina-Camelia Begu       | 3e tour (1/16)           | Garbiñe Muguruza         | 3e tour (1/16)  | Garbiñe Muguruza    | 3e tour (1/16)  | Victoria Azarenka    |
| 2016  | Victoire         | Serena Williams          | 1er tour (1/64)          | Kiki Bertens             | Finale          | Serena Williams     | Victoire        | Karolína Plíšková    |
| 2017  | 1/8 de finale    | Coco Vandeweghe          | 1er tour (1/64)          | Ekaterina Makarova       | 1/8 de finale   | Garbiñe Muguruza    | 1er tour (1/64) | Naomi Osaka          |
| 2018  | 1/2 finale       | Simona Halep             | 1/4 de finale            | Simona Halep             | Victoire        | Serena Williams     | 3e tour (1/16)  | Dominika Cibulková   |
| 2019  | 1/8 de finale    | Danielle Collins         | 1er tour (1/64)          | Anastasia Potapova       | 2e tour (1/32)  | Lauren Davis        | 1er tour (1/64) | Kristina Mladenovic  |
| 2020  | 1/8 de finale    | Anastasia Pavlyuchenkova | 1er tour (1/64)          | Kaja Juvan               | Annulé          | Annulé              | 1/8 de finale   | Jennifer Brady       |
| 2021  | 1er tour (1/64)  | Bernarda Pera            | 1er tour (1/64)          | Anhelina Kalinina        | 1/2 finale      | Ashleigh Barty      | 1/8 de finale   | Leylah Fernandez     |
| 2022  | 1er tour (1/64)  | Kaia Kanepi              | 3e tour (1/16)           | Aliaksandra Sasnovich    | 3e tour (1/16)  | Elise Mertens       | —               | —                    |
|       |                  |                          |                          |                          |                 |                     |                 |                      |
| 2024  | 1er tour (1/64)  | Danielle Collins         | 1er tour (1/64)          | Arantxa Rus              | 1er tour (1/64) | Yulia Putintseva    | —               | —                    |

N.B. : à droite du résultat se trouve le nom de l'ultime adversaire.

### En double dames
| Année | Open d'Australie                                                                        | Open d'Australie                                                                      | Internationaux de France                                                               | Internationaux de France                                                                | Wimbledon                                                                                 | Wimbledon | US Open                                                                                | US Open |
| ----- | --------------------------------------------------------------------------------------- | ------------------------------------------------------------------------------------- | -------------------------------------------------------------------------------------- | --------------------------------------------------------------------------------------- | ----------------------------------------------------------------------------------------- | --------- | -------------------------------------------------------------------------------------- | ------- |
| 2007  | —                                                                                       | —                                                                                     | —                                                                                      | —                                                                                       | —                                                                                         | —         | 1er tour (1/32) Y. Meusburger \|\| style="text-align:left;" \| J. Gajdošová B. Stewart |         |
| 2008  | 1er tour (1/32) Y. Meusburger \|\| style="text-align:left;" \| A. Medina V. Ruano       | —                                                                                     | —                                                                                      | —                                                                                       | —                                                                                         | —         | —                                                                                      |         |
|       |                                                                                         |                                                                                       |                                                                                        |                                                                                         |                                                                                           |           |                                                                                        |         |
| 2010  | —                                                                                       | —                                                                                     | 1er tour (1/32) S. Arvidsson \|\| style="text-align:left;" \| L. Šafářová A. Wozniak   | 1er tour (1/32) S. Arvidsson \|\| style="text-align:left;" \| M. Kirilenko A. Radwańska | 1er tour (1/32) L. Dekmeijere \|\| style="text-align:left;" \| J. Gajdošová K. Zakopalová |           |                                                                                        |         |
| 2011  | 1er tour (1/32) K. Barrois \|\| style="text-align:left;" \| A.-L. Grönefeld P. Schnyder | 1er tour (1/32) E. Gallovits \|\| style="text-align:left;" \| S. Errani R. Vinci      | 3e tour (1/8) C. McHale \|\| style="text-align:left;" \| L. Huber L. Raymond           | —                                                                                       | —                                                                                         |           |                                                                                        |         |
| 2012  | 1er tour (1/32) C. McHale \|\| style="text-align:left;" \| K. Peschke K. Srebotnik      | 2e tour (1/16) A. Radwańska \|\| style="text-align:left;" \| F. Pennetta F. Schiavone | 1er tour (1/32) M. Barthel \|\| style="text-align:left;" \| D. Cibulková D. Hantuchová | 3e tour (1/8) T. Paszek \|\| style="text-align:left;" \| Chuang C.-j. Zhang S.          |                                                                                           |           |                                                                                        |         |
| 2013  | —                                                                                       | —                                                                                     | 1er tour (1/32) A. Petkovic \|\| style="text-align:left;" \| C. Black M. Erakovic      | —                                                                                       | —                                                                                         | —         | —                                                                                      |         |

N.B. : le nom de la partenaire se trouve sous le résultat ; le nom des ultimes adversaires se trouve à droite.

### En double mixte
| Année | Open d'Australie | Open d'Australie | Internationaux de France | Internationaux de France | Wimbledon                                                                           | Wimbledon | US Open | US Open |
| ----- | ---------------- | ---------------- | ------------------------ | ------------------------ | ----------------------------------------------------------------------------------- | --------- | ------- | ------- |
| 2012  | —                | —                | —                        | —                        | 2e tour (1/16) P. Petzschner \|\| style="text-align:left;" \| R. Vinci D. Bracciali | —         | —       |         |

N.B. : le nom du partenaire se trouve sous le résultat ; le nom des ultimes adversaires se trouve à droite.

## Parcours en «Premier» et WTA 1000
Les tournois WTA « Premier Mandatory » et « Premier 5 » (entre 2009 et 2020) et WTA 1000 (à partir de 2021) constituent les catégories d'épreuves les plus prestigieuses, après les quatre levées du Grand Chelem.

### En simple dames
| Année |       |                              |                             |                                |                              |                             |                              |                              |                              |                             |  |                               |
| Doha  | Dubaï | Indian Wells                 | Miami                       | Madrid                         | Rome                         | Canada                      | Cincinnati                   | Pékin                        |                              | Tokyo                       |  |                               |
| Doha  | Dubaï | Indian Wells                 | Miami                       | Madrid                         | Rome                         | Canada                      | Cincinnati                   | Pékin                        | Wuhan                        |                             |  |                               |
| Doha  | Dubaï | Indian Wells                 | Miami                       | Madrid                         | Rome                         | Canada                      | Cincinnati                   | Pékin                        | Guadalajara                  |                             |  |                               |
| 2010  |       | Hors calendrier              |                             |                                |                              |                             |                              | 1er tour (1/32) Y. Shvedova  |                              | 3e tour (1/8) Li N.         |  | 1er tour (1/32) D. Hantuchová |
| 2011  |       | Hors catégorie               | 1er tour (1/32) A. Petkovic | 1er tour (1/64) L. Pous Tió    | 2e tour (1/32) F. Schiavone  |                             | 1er tour (1/32) Y. Wickmayer |                              |                              |                             |  | 2e tour (1/16) A. Radwańska   |
| 2012  |       | 2e tour (1/16) T. Pironkova  | Hors catégorie              | 1/2 finale V. Azarenka         | 2e tour (1/32) Zheng J.      | 3e tour (1/8) Li N.         | 1/2 finale M. Sharapova      | 3e tour (1/8) R. Vinci       | Finale Li N.                 | 1/4 de finale M. Sharapova  |  | 1/2 finale A. Radwańska       |
| 2013  |       | 2e tour (1/16) M. Barthel    | Hors catégorie              | 1/2 finale C. Wozniacki        | 3e tour (1/16) S. Cîrstea    | 1/4 de finale A. Ivanović   |                              | 2e tour (1/16) D. Cibulková  | 3e tour (1/8) Li N.          | 1/4 de finale A. Radwańska  |  | Finale P. Kvitová             |
| 2014  |       | Finale S. Halep              | Hors catégorie              | 2e tour (1/32) M.T. Torró Flor | 1/4 de finale S. Williams    | 1er tour (1/32) C. Garcia   | 2e tour (1/16) P. Cetkovská  | 3e tour (1/8) V. Williams    | 3e tour (1/8) C. Wozniacki   | 3e tour (1/8) S. Kuznetsova |  | 1/4 de finale E. Svitolina    |
| 2015  |       | Hors catégorie               | 3e tour (1/8) F. Pennetta   | 2e tour (1/32) S. Stephens     | 3e tour (1/16) S. Kuznetsova | 1er tour (1/32) S. Stosur   | 2e tour (1/16) I.-C. Begu    | 3e tour (1/8) S. Halep       | 1er tour (1/32) B. Bencic    | 1/4 de finale A. Radwańska  |  | 1/2 finale G. Muguruza        |
| 2016  |       | 2e tour (1/16) Zheng S.      | Hors catégorie              | 2e tour (1/32) D. Allertová    | 1/2 finale V. Azarenka       | 1er tour (1/32) B. Strýcová | 2e tour (1/16) E. Bouchard   | 1/2 finale S. Halep          | Finale Ka. Plíšková          | 3e tour (1/8) E. Svitolina  |  | 3e tour (1/8) P. Kvitová      |
| 2017  |       | Hors catégorie               | 1/2 finale E. Svitolina     | 4e tour (1/8) E. Vesnina       | 1/4 de finale V. Williams    | 3e tour (1/8) E. Bouchard   | 2e tour (1/16) A. Kontaveit  | 3e tour (1/8) S. Stephens    | 2e tour (1/16) E. Makarova   | 2e tour (1/16) A. Cornet    |  | 1er tour (1/32) C. Garcia     |
| 2018  |       | 1/4 de finale C. Wozniacki   | Hors catégorie              | 1/4 de finale D. Kasatkina     | 1/4 de finale S. Stephens    |                             | 1/4 de finale E. Svitolina   | 2e tour (1/16) A. Cornet     | 3e tour (1/8) M. Keys        | 3e tour (1/8) Zhang S.      |  | 3e tour (1/8) A. Barty        |
| 2019  |       | Hors catégorie               | 3e tour (1/8) Hsieh S-w.    | Finale B. Andreescu            | 3e tour (1/16) B. Andreescu  | 2e tour (1/16) Forfait      |                              | 1er tour (1/32) D. Kasatkina | 1er tour (1/32) A. Kontaveit | 2e tour (1/16) P. Hercog    |  | 1er tour (1/32) M. Puig       |
| 2020  |       |                              | Hors catégorie              | Annulé                         | Annulé                       | Annulé                      | 1er tour (1/32) K. Siniaková | Annulé                       |                              | Annulé                      |  | Annulé                        |
| 2021  |       | Hors catégorie               | 1er tour (1/32) C. Garcia   | 1/4 de finale P. Badosa        | 3e tour (1/16) V. Azarenka   | 2e tour (1/16) P. Kvitová   | 3e tour (1/8) J. Ostapenko   |                              | 1/2 finale A. Barty          | Annulé                      |  | Annulé                        |
| 2022  |       | 1re tour (1/32) J. Teichmann | Hors catégorie              | 4e tour (1/8) I. Świątek       | 2e tour (1/32) N. Osaka      |                             | 1er tour (1/32) C. Gauff     |                              |                              | Hors calendrier             |  |                               |
| 2024  |       |                              |                             | 4e tour (1/8) C. Wozniacki     | 1er tour (1/64) S. Stephens  |                             | 3e tour (1/8) I. Świątek     |                              |                              |                             |  |                               |

Sous le résultat, l’ultime adversaire.
1. 1 2   Les tournois de Doha et Dubaï alternent le statut de tournoi WTA 1000 (ex Premier 5) entre 2009 et 2023 : les trois premières éditions ont lieu à Dubaï, les trois suivantes à Doha, puis Dubaï accueille le tournoi de cette catégorie les années impaires et Dubaï les années paires. De 2011 à 2023, la ville qui n’accueille pas de WTA 1000 organise à la place un tournoi WTA 500 (ex Premier).
2. 1 2 3 4 5 6 7 8   L’ordre de déroulement des tournois a évolué depuis 2009 : Rome se dispute avant Madrid et Cincinnati avant Montréal/Toronto jusqu’en 2010, tandis que Tokyo/Wuhan/Guadalajara ont lieu avant Pékin jusqu’en 2023.
3. 1 2 3 4 5 6 7 8  Du fait de la pandémie de Covid-19, les tournois d’Indian Wells, de Miami, de Madrid, du Canada, de Wuhan et de Pékin sont annulés en 2020. Ces deux derniers le sont également en 2021. Pour des raisons d’organisation, le tournoi de Cincinnati 2020 a exceptionnellement lieu à Flushing Meadows à New York.
4. ↑  Le 1er décembre 2021, le président de la WTA, Steve Simon, annonce que tous les tournois prévus en Chine et à Hong Kong sont suspendus à partir de 2022, en raison de préoccupations concernant la sécurité et le bien-être de la joueuse de tennis chinoise Peng Shuai après ses allégations de relations sexuelles non-consenties avec Zhang Gaoli, membre de haut rang du Parti communiste chinois. Le tournoi de Pékin revient en 2023. Le tournoi de Guadalajara remplace celui de Wuhan pendant deux ans, ce dernier réapparaissant en 2024.

## Parcours au Masters

### En simple dames
| # | Date       | Nom de l'édition                              | ($)       | Surface    | Résultat               | Ultime adversaire   | Score            |          |
| - | ---------- | --------------------------------------------- | --------- | ---------- | ---------------------- | ------------------- | ---------------- | -------- |
| 1 | 23/10/2012 | TEB BNP Paribas WTA Championships Istanbul    | 4 900 000 | Dur (int.) | Round Robin (défaite)  | Serena Williams     | 6-4, 6-1         | Parcours |
| 1 | 23/10/2012 | TEB BNP Paribas WTA Championships Istanbul    | 4 900 000 | Dur (int.) | Round Robin (défaite)  | Victoria Azarenka   | 6-711, 7-62, 6-4 | Parcours |
| 1 | 23/10/2012 | TEB BNP Paribas WTA Championships Istanbul    | 4 900 000 | Dur (int.) | Round Robin (défaite)  | Li Na               | 6-4, 6-3         | Parcours |
| 2 | 21/10/2013 | TEB BNP Paribas WTA Championships Istanbul    | 6 000 000 | Dur (int.) | Round Robin (défaite)  | Serena Williams     | 6-3, 6-1         | Parcours |
| 2 | 21/10/2013 | TEB BNP Paribas WTA Championships Istanbul    | 6 000 000 | Dur (int.) | Round Robin (victoire) | Agnieszka Radwańska | 6-2, 6-2         | Parcours |
| 2 | 21/10/2013 | TEB BNP Paribas WTA Championships Istanbul    | 6 000 000 | Dur (int.) | Round Robin (défaite)  | Petra Kvitová       | 6-73, 6-2, 6-3   | Parcours |
| 3 | 25/10/2015 | BNP Paribas WTA Finals by SC Global Singapour | 7 000 000 | Dur (int.) | Round Robin (victoire) | Petra Kvitová       | 6-2, 7-63        | Parcours |
| 3 | 25/10/2015 | BNP Paribas WTA Finals by SC Global Singapour | 7 000 000 | Dur (int.) | Round Robin (défaite)  | Garbiñe Muguruza    | 6-4, 6-4         | Parcours |
| 3 | 25/10/2015 | BNP Paribas WTA Finals by SC Global Singapour | 7 000 000 | Dur (int.) | Round Robin (défaite)  | Lucie Šafářová      | 6-4, 6-3         | Parcours |
| 4 | 23/10/2016 | BNP Paribas WTA Finals by SC Global Singapour | 7 000 000 | Dur (int.) | Finale                 | Dominika Cibulková  | 6-3, 6-4         | Parcours |
| 5 | 21/10/2018 | BNP Paribas WTA Finals by SC Global Singapour | 7 000 000 | Dur (int.) | Round Robin (défaite)  | Kiki Bertens        | 1-6, 6-3, 6-4    | Parcours |
| 5 | 21/10/2018 | BNP Paribas WTA Finals by SC Global Singapour | 7 000 000 | Dur (int.) | Round Robin (victoire) | Naomi Osaka         | 6-4, 5-7, 6-4    | Parcours |
| 5 | 21/10/2018 | BNP Paribas WTA Finals by SC Global Singapour | 7 000 000 | Dur (int.) | Round Robin (défaite)  | Sloane Stephens     | 6-3, 6-3         | Parcours |

## Parcours aux Jeux olympiques

### En simple dames
| # | Date       | Nom de l'olympiade                  | Surface             | Résultat      | Ultime adversaire | Score           |          |
| - | ---------- | ----------------------------------- | ------------------- | ------------- | ----------------- | --------------- | -------- |
| 1 | 28/07/2012 | Olympic Tennis Event Wimbledon      | Gazon (ext.)        | 1/4 de finale | Victoria Azarenka | 6-4, 7-5        | Parcours |
| 2 | 06/08/2016 | Olympic Tennis Event Rio de Janeiro | Dur (ext.)          | Argent        | Mónica Puig       | 6-4, 4-6, 6-1   | Parcours |
| 3 | 27/07/2024 | Olympic Tennis Event Paris          | Terre battue (ext.) | 1/4 de finale | Zheng Qinwen      | 64-7, 6-4, 7-66 | Parcours |

### En double dames
| # | Date       | Nom de l'olympiade                  | Surface             | Résultat        | Partenaire      | Ultimes adversaires            | Score    |          |
| - | ---------- | ----------------------------------- | ------------------- | --------------- | --------------- | ------------------------------ | -------- | -------- |
| 1 | 28/07/2012 | Olympic Tennis Event Wimbledon      | Gazon (ext.)        | 2e tour (1/8)   | Sabine Lisicki  | Serena Williams Venus Williams | 6-2, 7-5 | Parcours |
| 2 | 06/08/2016 | Olympic Tennis Event Rio de Janeiro | Dur (ext.)          | 1er tour (1/16) | Andrea Petkovic | Sara Errani Roberta Vinci      | 6-2, 6-2 | Parcours |
| 3 | 27/07/2024 | Olympic Tennis Event Paris          | Terre battue (ext.) | 1er tour (1/16) | Laura Siegemund | Katie Boulter Heather Watson   | 6-2, 6-3 | Parcours |

### En double mixte
| # | Date       | Nom de l'olympiade             | Surface      | Résultat       | Partenaire         | Ultimes adversaires          | Score    |          |
| - | ---------- | ------------------------------ | ------------ | -------------- | ------------------ | ---------------------------- | -------- | -------- |
| 1 | 28/07/2012 | Olympic Tennis Event Wimbledon | Gazon (ext.) | 1er tour (1/8) | Philipp Petzschner | Max Mirnyi Victoria Azarenka | 6-2, 6-2 | Parcours |

## Parcours en Fed Cup
| #                                                                           | Date       | Lieu         | Surface             | Gagnante(s)       | Perdante(s)        | Score          |          |
| --------------------------------------------------------------------------- | ---------- | ------------ | ------------------- | ----------------- | ------------------ | -------------- | -------- |
|                                                                             |            |              |                     |                   |                    |                |          |
| 2007 - Barrage (groupe mondial I) - Japon - Allemagne - 2 : 3               |            |              |                     |                   |                    |                |          |
| 1                                                                           | 14/07/2007 | Toyota       | Moquette (int.)     | Ayumi Morita      | Angelique Kerber   | 4-6, 6-4, 7-5  | Parcours |
| 1                                                                           | 14/07/2007 | Toyota       | Moquette (int.)     | Erika Takao       | Angelique Kerber   | 6-3, 6-2       | Parcours |
|                                                                             |            |              |                     |                   |                    |                |          |
| 2008 - Barrage (groupe mondial I) - Argentine - Allemagne - 3 : 2           |            |              |                     |                   |                    |                |          |
| 2                                                                           | 26/04/2008 | Buenos Aires | Terre (ext.)        | Betina Jozami     | Angelique Kerber   | 6-3, 6-1       | Parcours |
|                                                                             |            |              |                     |                   |                    |                |          |
| 2012 - 1er tour (groupe mondial) - Allemagne - République tchèque - 1 : 4   |            |              |                     |                   |                    |                |          |
| 3                                                                           | 04/02/2012 | Stuttgart    | Dur (int.)          | Angelique Kerber  | Lucie Hradecká     | 6-4, 6-4       | Parcours |
|                                                                             |            |              |                     |                   |                    |                |          |
| 2012 - Barrage (groupe mondial I) - Allemagne - Australie - 2 : 3           |            |              |                     |                   |                    |                |          |
| 4                                                                           | 21/04/2012 | Stuttgart    | Terre (int.)        | Samantha Stosur   | Angelique Kerber   | 7-61, 6-4      | Parcours |
| 4                                                                           | 21/04/2012 | Stuttgart    | Terre (int.)        | Angelique Kerber  | Olivia Rogowska    | 6-3, 6-3       | Parcours |
|                                                                             |            |              |                     |                   |                    |                |          |
| 2013 - Barrage (groupe mondial I) - Allemagne - Serbie - 3 : 2              |            |              |                     |                   |                    |                |          |
| 5                                                                           | 20/04/2013 | Stuttgart    | Terre (int.)        | Angelique Kerber  | Bojana Jovanovski  | 7-5, 6-2       | Parcours |
| 5                                                                           | 20/04/2013 | Stuttgart    | Terre (int.)        | Ana Ivanović      | Angelique Kerber   | 7-5, 7-5       | Parcours |
|                                                                             |            |              |                     |                   |                    |                |          |
| 2014 - 1er tour (groupe mondial) - Slovaquie - Allemagne - 1 : 3            |            |              |                     |                   |                    |                |          |
| 6                                                                           | 08/02/2014 | Bratislava   | Dur (int.)          | Angelique Kerber  | Daniela Hantuchová | 7-69, 6-1      | Parcours |
| 6                                                                           | 08/02/2014 | Bratislava   | Dur (int.)          | Angelique Kerber  | Dominika Cibulková | 6-3, 7-65      | Parcours |
|                                                                             |            |              |                     |                   |                    |                |          |
| 2014 - 1/2 finale (groupe mondial) - Australie - Allemagne - 1 : 3          |            |              |                     |                   |                    |                |          |
| 7                                                                           | 19/04/2014 | Brisbane     | Dur (ext.)          | Angelique Kerber  | Casey Dellacqua    | 6-1, 6-0       | Parcours |
| 7                                                                           | 19/04/2014 | Brisbane     | Dur (ext.)          | Angelique Kerber  | Samantha Stosur    | 4-6, 6-0, 6-4  | Parcours |
|                                                                             |            |              |                     |                   |                    |                |          |
| 2014 - Finale (groupe mondial) - République tchèque - Allemagne - 3 : 1     |            |              |                     |                   |                    |                |          |
| 8                                                                           | 08/11/2014 | Prague       | Dur (int.)          | Lucie Šafářová    | Angelique Kerber   | 6-4, 6-4       | Parcours |
| 8                                                                           | 08/11/2014 | Prague       | Dur (int.)          | Petra Kvitová     | Angelique Kerber   | 7-65, 4-6, 6-4 | Parcours |
|                                                                             |            |              |                     |                   |                    |                |          |
| 2015 - 1er tour (groupe mondial) - Allemagne - Australie - 4 : 1            |            |              |                     |                   |                    |                |          |
| 9                                                                           | 07/02/2015 | Stuttgart    | Dur (int.)          | Jarmila Gajdošová | Angelique Kerber   | 4-6, 6-2, 6-4  | Parcours |
| 9                                                                           | 07/02/2015 | Stuttgart    | Dur (int.)          | Angelique Kerber  | Samantha Stosur    | 6-2, 6-4       | Parcours |
|                                                                             |            |              |                     |                   |                    |                |          |
| 2015 - 1/2 finale (groupe mondial) - Russie - Allemagne - 3 : 2             |            |              |                     |                   |                    |                |          |
| 10                                                                          | 18/04/2015 | Sotchi       | Terre (int.)        | Angelique Kerber  | A. Pavlyuchenkova  | 6-1, 6-0       | Parcours |
|                                                                             |            |              |                     |                   |                    |                |          |
| 2016 - 1er tour (groupe mondial) - Allemagne - Suisse - 2 : 3               |            |              |                     |                   |                    |                |          |
| 11                                                                          | 06/02/2016 | Leipzig      | Dur (int.)          | Angelique Kerber  | Timea Bacsinszky   | 6-1, 6-3       | Parcours |
| 11                                                                          | 06/02/2016 | Leipzig      | Dur (int.)          | Belinda Bencic    | Angelique Kerber   | 7-64, 6-3      | Parcours |
|                                                                             |            |              |                     |                   |                    |                |          |
| 2016 - Barrage (groupe mondial I) - Roumanie - Allemagne - 1 : 4            |            |              |                     |                   |                    |                |          |
| 12                                                                          | 16/04/2016 | Cluj-Napoca  | Terre (int.)        | Angelique Kerber  | Irina-Camelia Begu | 6-2, 6-3       | Parcours |
| 12                                                                          | 16/04/2016 | Cluj-Napoca  | Terre (int.)        | Angelique Kerber  | Simona Halep       | 6-2, 6-2       | Parcours |
|                                                                             |            |              |                     |                   |                    |                |          |
| 2017 - Barrage (groupe mondial I) - Allemagne - Ukraine - 3 : 2             |            |              |                     |                   |                    |                |          |
| 13                                                                          | 22/04/2017 | Stuttgart    | Terre (int.)        | Angelique Kerber  | Lesia Tsurenko     | 6-1, 6-4       | Parcours |
| 13                                                                          | 22/04/2017 | Stuttgart    | Terre (int.)        | Elina Svitolina   | Angelique Kerber   | 6-4, 6-2       | Parcours |
|                                                                             |            |              |                     |                   |                    |                |          |
| 2018 - 1/2 finale (groupe mondial) - Allemagne - République tchèque - 1 - 4 |            |              |                     |                   |                    |                |          |
| 14                                                                          | 21/04/2018 | Stuttgart    | Terre battue (int.) | Karolína Plíšková | Angelique Kerber   | 7-5, 6-3       | Parcours |
| 14                                                                          | 21/04/2018 | Stuttgart    | Terre battue (int.) | Petra Kvitová     | Angelique Kerber   | 6-2, 6-2       | Parcours |

## Classements WTA en fin de saison
| Année          | 2003 | 2004 | 2005 | 2006 | 2007 | 2008 | 2009 | 2010 | 2011 | 2012 | 2013 | 2014 | 2015 | 2016 | 2017 | 2018 | 2019 | 2020 | 2021 | 2022 |
| Rang en simple | 433  | 375  | 261  | 214  | 84   | 108  | 106  | 47   | 32   | 5    | 9    | 10   | 10   | 1    | 21   | 2    | 20   | 25   | 16   | 103  |
| Rang en double | –    | –    | 429  | –    | 205  | 190  | 240  | 859  | 156  | 165  | 138  | –    | 407  | 214  | –    | –    | –    | –    | 380  | –    |

Source : (en) Classements de Angelique Kerber sur le site officiel de la Fédération internationale de tennis

### Périodes au rang de numéro un mondiale
| # | Précédée par    | Dates                   | Suivie par        | Nombre de semaines | Cumul |
| - | --------------- | ----------------------- | ----------------- | ------------------ | ----- |
| 1 | Serena Williams | 12/09/2016 - 29/01/2017 | Serena Williams   | 20                 | 20    |
| 2 | Serena Williams | 20/03/2017 - 23/04/2017 | Serena Williams   | 5                  | 25    |
| 3 | Serena Williams | 15/05/2017 - 16/07/2017 | Karolína Plíšková | 8                  | 33    |

## Records et statistiques

### Confrontations avec ses principales adversaires
Confrontations lors des différents tournois WTA avec ses principales adversaires (7 confrontations minimum et avoir été membre du top 10). Classement par pourcentage de victoires. Situation au 28 juillet 2024 :
Les joueuses retraitées sont en gris.
| Joueuse              | Meilleur classement | Confrontations | Victoires | Défaites | Pourcentage de victoires | Dernière confrontation                                 |
| -------------------- | ------------------- | -------------- | --------- | -------- | ------------------------ | ------------------------------------------------------ |
| Victoria Azarenka    | 1                   | 11             | 1         | 10       | 9,09                     | défaite (3-6, 5-7) à Berlin 2021                       |
| Li Na                | 2                   | 8              | 1         | 7        | 12,5                     | défaite (4-6, 4-6) à Cincinnati 2013                   |
| Sloane Stephens      | 3                   | 8              | 2         | 6        | 25                       | défaite (2-6, 3-6) à Miami 2024                        |
| Belinda Bencic       | 4                   | 7              | 2         | 5        | 28,7                     | défaite (7-5, 2-6, 2-6) à la Billie Jean King Cup 2021 |
| Ana Ivanović         | 1                   | 7              | 2         | 5        | 28,7                     | défaite (5-7, 3-6) à Tokyo 2014                        |
| Serena Williams      | 1                   | 9              | 3         | 6        | 33                       | victoire (6-3, 6-3) à Wimbledon 2018                   |
| Garbiñe Muguruza     | 1                   | 8              | 3         | 5        | 37,5                     | défaite (6-4, 4-6, 4-6) à Wimbledon 2017               |
| Elina Svitolina      | 3                   | 15             | 6         | 9        | 40                       | victoire (7-5, 2-6, 6-4) à Cincinnati 2021             |
| Svetlana Kuznetsova  | 2                   | 7              | 3         | 4        | 42,9                     | défaite (3-6, 6-3, 3-6) à Miami 2015                   |
| Petra Kvitová        | 2                   | 16             | 8         | 8        | 50                       | victoire (6-4, 3-3 ab.) à Cincinnati 2021              |
| Simona Halep         | 1                   | 12             | 6         | 6        | 50                       | victoire (1-6, 3-3 ab.) à Rome 2021                    |
| Agnieszka Radwańska  | 2                   | 12             | 6         | 6        | 50                       | victoire (6-2, 6-1) au Masters 2016                    |
| Caroline Wozniacki   | 1                   | 16             | 8         | 8        | 50                       | défaite (4-6, 2-6) à Indian Wells 2024                 |
| Dominika Cibulková   | 4                   | 13             | 7         | 6        | 53,8                     | défaite (6-3, 3-6, 3-6) à l'US Open 2018               |
| Maria Sharapova      | 1                   | 9              | 5         | 4        | 55,5                     | victoire (6-2, 6-3) à Majorque 2019                    |
| Ekaterina Makarova   | 8                   | 14             | 8         | 6        | 57,1                     | victoire (3-6, 6-4, 6-2) à Indian Wells 2018           |
| Karolína Plíšková    | 1                   | 12             | 7         | 5        | 58,3                     | défaite (1-6, 4-6) à Eastbourne 2019                   |
| Daria Kasatkina      | 8                   | 10             | 6         | 4        | 60                       | victoire (6-2, 6-1) à Indian Wells 2022                |
| Samantha Stosur      | 4                   | 10             | 6         | 4        | 60                       | défaite (65-7, 64-7) à Brisbane 2020                   |
| Caroline Garcia      | 4                   | 10             | 6         | 4        | 60                       | défaite (6-1, 2-6, 2-6) à l'United Cup 2024            |
| Venus Williams       | 1                   | 9              | 6         | 3        | 66,6                     | victoire (7-63, 6-3) à Indian Wells 2019               |
| Carla Suárez Navarro | 6                   | 10             | 7         | 3        | 70                       | victoire (7-64, 6-1) à Pékin 2018                      |
| Kristina Mladenovic  | 10                  | 7              | 5         | 2        | 71,3                     | victoire (6-0, 7-5) à Wimbledon 2022                   |
| Naomi Osaka          | 1                   | 7              | 5         | 2        | 71,3                     | victoire (7-5, 6-3) aux Jeux olympiques de Paris 2024  |
| Andrea Petkovic      | 9                   | 12             | 9         | 3        | 75                       | victoire (6-2, 6-4) à Stuttgart 2019                   |
| Madison Keys         | 5                   | 11             | 9         | 2        | 81,1                     | victoire (6-4, 4-6, 2-1 ab.) à Osaka 2019              |

### Victoires sur le top 10
Toutes ses victoires sur des joueuses classées dans le top 10 de la WTA lors de la rencontre.
| Légende            |
| ------------------ |
| Grand Chelem       |
| Jeux olympiques    |
| Masters            |
| Premier / WTA 1000 |
| WTA 500            |
| Intern'l / WTA 250 |
| Fed Cup            |

| #  | Rang   |  | Tournoi                | Année | Surface             |                     | Adversaire          | Rang   | Tour           | Score          | Tableau |
| -- | ------ |  | ---------------------- | ----- | ------------------- | ------------------- | ------------------- | ------ | -------------- | -------------- | ------- |
| 1  | no 27  |  | Paris                  | 2012  | Dur (int.)          |                     | Maria Sharapova     | no 3   | 1/4            | 6-4, 6-4       | Tableau |
| 2  | no 27  |  | Paris                  | 2012  | Dur (int.)          | Marion Bartoli      | no 7                | Finale | 7-63, 5-7, 6-3 |                | Tableau |
| 3  | no 19  |  | Indian Wells           | 2012  | Dur                 |                     | Li Na               | no 8   | 1/4            | 6-4, 6-2       | Tableau |
| 4  | no 15  |  | Copenhague             | 2012  | Dur (int.)          |                     | Caroline Wozniacki  | no 6   | Finale         | 6-4, 6-4       | Tableau |
| 5  | no 14  |  | Stuttgart              | 2012  | Terre battue (int.) |                     | Caroline Wozniacki  | no 6   | 1/8            | 6-1, 6-2       | Tableau |
| 6  | no 11  |  | Rome                   | 2012  | Terre battue        |                     | Petra Kvitová       | no 4   | 1/4            | 7-62, 1-6, 6-1 | Tableau |
| 7  | no 7   |  | Cincinnati             | 2012  | Dur                 |                     | Serena Williams     | no 4   | 1/4            | 6-4, 6-4       | Tableau |
| 8  | no 7   |  | Cincinnati             | 2012  | Dur                 | Petra Kvitová       | no 5                | 1/2    | 6-1, 2-6, 6-4  |                | Tableau |
| 9  | no 9   |  | Tokyo                  | 2013  | Dur                 |                     | Agnieszka Radwańska | no 4   | 1/4            | 6-4, 6-4       | Tableau |
| 10 | no 9   |  | Tokyo                  | 2013  | Dur                 | Caroline Wozniacki  | no 8                | 1/2    | 6-4, 7-65      |                | Tableau |
| 11 | no 9   |  | Masters                | 2013  | Dur (int.)          |                     | Agnieszka Radwańska | no 4   | Poules         | 6-2, 6-2       | Tableau |
| 12 | no 9   |  | Doha                   | 2014  | Dur                 |                     | Jelena Janković     | no 8   | 1/2            | 6-1, 7-66      | Tableau |
| 13 | no 7   |  | Wimbledon              | 2014  | Gazon               |                     | Maria Sharapova     | no 5   | 1/8            | 7-64, 4-6, 6-4 | Tableau |
| 14 | no 14  |  | Stuttgart              | 2015  | Terre battue (int.) |                     | Maria Sharapova     | no 2   | 1/4            | 2-6, 7-5, 6-1  | Tableau |
| 15 | no 14  |  | Stuttgart              | 2015  | Terre battue (int.) | Ekaterina Makarova  | no 8                | 1/2    | 6-3, 6-2       |                | Tableau |
| 16 | no 14  |  | Stuttgart              | 2015  | Terre battue (int.) | Caroline Wozniacki  | no 5                | Finale | 3-6, 6-1, 7-5  |                | Tableau |
| 17 | no 14  |  | Stanford               | 2015  | Dur                 |                     | Agnieszka Radwańska | no 7   | 1/4            | 4-6, 6-4, 6-4  | Tableau |
| 18 | no 7   |  | Masters                | 2015  | Dur (int.)          |                     | Petra Kvitová       | no 5   | Poules         | 6-2, 7-63      | Tableau |
| 19 | no 6   |  | Open d'Australie       | 2016  | Dur                 |                     | Serena Williams     | no 1   | Finale         | 6-4, 3-6, 6-4  | Tableau |
| 20 | no 3   |  | Fed Cup                | 2016  | Terre battue (int.) |                     | Simona Halep        | no 6   | Poules         | 6-2, 6-2       | Tableau |
| 21 | no 3   |  | Stuttgart              | 2016  | Terre battue (int.) |                     | Petra Kvitová       | no 7   | 1/2            | 6-4, 4-6, 6-2  | Tableau |
| 22 | no 7   |  | Wimbledon              | 2016  | Gazon               |                     | Simona Halep        | no 5   | 1/4            | 7-5, 7-62      | Tableau |
| 23 | no 7   |  | Wimbledon              | 2016  | Gazon               | Venus Williams      | no 8                | 1/2    | 6-4, 6-4       |                | Tableau |
| 24 | no 2   |  | Jeux olympiques        | 2016  | Dur                 |                     | Madison Keys        | no 9   | 1/2            | 6-3, 7-5       | Tableau |
| 25 | no 2   |  | Cincinnati             | 2016  | Dur                 |                     | Jelena Janković     | no 4   | 1/2            | 6-3, 6-4       | Tableau |
| 26 | no 2   |  | US Open                | 2016  | Dur                 |                     | Roberta Vinci       | no 8   | 1/4            | 7-5, 6-0       | Tableau |
| 27 | no 1   |  | Masters                | 2016  | Dur (int.)          |                     | Dominika Cibulková  | no 8   | Poules         | 7-65, 2-6, 6-3 | Tableau |
| 28 | no 1   |  | Masters                | 2016  | Dur (int.)          | Simona Halep        | no 4                | Poules | 6-4, 6-2       |                | Tableau |
| 29 | no 1   |  | Masters                | 2016  | Dur (int.)          | Madison Keys        | no 7                | Poules | 6-3, 6-3       |                | Tableau |
| 30 | no 1   |  | Masters                | 2016  | Dur (int.)          | Agnieszka Radwańska | no 3                | 1/2    | 6-2, 6-1       |                | Tableau |
| 31 | no 14  |  | Tokyo                  | 2017  | Dur                 |                     | Karolína Plíšková   | no 4   | 1/4            | 7-65, 7-5      | Tableau |
| 32 | no 22  |  | Sydney                 | 2018  | Dur                 |                     | Venus Williams      | no 5   | 1/8            | 5-7, 6-3, 6-1  | Tableau |
| 33 | no 9   |  | Dubaï                  | 2018  | Dur                 |                     | Karolína Plíšková   | no 5   | 1/4            | 6-4, 6-3       | Tableau |
| 34 | no 10  |  | Indian Wells           | 2018  | Dur                 |                     | Caroline Garcia     | no 7   | 1/8            | 6-1, 6-1       | Tableau |
| 35 | no 12  |  | Stuttgart              | 2018  | Terre battue (int.) |                     | Petra Kvitová       | no 10  | 1/16           | 6-3, 6-2       | Tableau |
| 36 | no 12  |  | Roland-Garros          | 2018  | Terre battue        |                     | Caroline Garcia     | no 7   | 1/8            | 6-2, 6-3       | Tableau |
| 37 | no 2   |  | Masters                | 2018  | Dur (int.)          |                     | Naomi Osaka         | no 4   | Poules         | 6-4, 5-7, 6-4  | Tableau |
| 38 | no 8   |  | Indian Wells           | 2019  | Dur                 |                     | Aryna Sabalenka     | no 9   | 1/8            | 6-1, 4-6, 6-4  | Tableau |
| 39 | no 5   |  | Eastbourne             | 2019  | Gazon               |                     | Simona Halep        | no 7   | 1/4            | 6-4, 6-3       | Tableau |
| 40 | no 26  |  | Rome                   | 2021  | Terre battue        |                     | Simona Halep        | no 3   | 1/16           | 1-6, 3-3 ab.   | Tableau |
| 41 | no 22  |  | Cincinnati             | 2021  | Dur                 |                     | Elina Svitolina     | no 6   | 1/16           | 7-5, 2-6, 6-4  | Tableau |
| 42 | no 9   |  | Coupe Billie Jean King | 2021  | Dur (int.)          |                     | Barbora Krejčíková  | no 3   | Poules         | 65-7, 6-0, 6-4 | Tableau |
| 43 | no 607 |  | Indian Wells           | 2024  | Dur                 |                     | Jeļena Ostapenko    | no 10  | 1/32           | 5-7, 6-3, 6-3  | Tableau |